# اروین رومل
یوهانس اروین اویگن رومل (به آلمانی: Johannes Erwin Eugen Rommel) (۱۵ نوامبر ۱۸۹۱ – ۱۴ اکتبر ۱۹۴۴) نظامی بلندپایه و فیلدمارشال نامدار آلمانی بود که فرماندهی یگان‌های مختلفی را در طول جنگ جهانی دوم بر عهده داشت.
در خانواده‌ای غیر اشرافی در وورتمبرگ زاده شد. ابتدا قصد داشت وارد صنعت هوانوردی شود اما به توصیه پدرش سال ۱۹۱۰ به نیروی زمینی امپراتوری آلمان پیوست. رومل تجربه میدان‌های نبرد را در جبهات فرانسه، رومانی و ایتالیا در جنگ جهانی اول کسب و با نشان دادن عملکردی بارز، نشان‌های عالی صلیب آهنین و پور لو مریت را دریافت کرد. تا پایان جنگ به درجه سروانی نائل آمد. در دوره میان دو جنگ، در رایشسور باقی ماند و به تدریس تجربیات و مهارت‌های خود در دانشکده‌های پیاده‌نظام و جنگ پرداخت. در این مدت کتابی تحت عنوان حملات پیاده‌نظام منتشر کرد. رومل دوره ستاد کل را نگذراند و هیچگاه وارد امور ستادی نشد. رومل برای مدتی فرماندهی یگان محافظ پیشوا را بر عهده داشت. در جریان جنگ جهانی دوم به شکل متمایزی لشکر هفتم زرهی را در نبرد فرانسه در سال ۱۹۴۰ فرماندهی نمود و با گذر سریع از رود موز، در کنار سایر نیروهای زرهی ورماخت، نیروهای متفقین را در بلژیک و شمال فرانسه به محاصره انداخت. با جلب نظر هیتلر به او، رومل ماه فوریه سال ۱۹۴۱ به عنوان رهبر نیروهای آلمانی در پشتیبانی از ایتالیا به شمال آفریقا فرستاده شد. رومل با فرماندهی آفریکاکور و ارتش زرهی آفریقا، با شمول نیروهای ایتالیایی در آن، پیروزی‌های بزرگی در مقابل بریتانیایی‌ها کسب کرد و با وجود برتری عددی دشمن در زمینه نفرات و تجهیزات، آن‌ها را از لیبی بیرون راند. او با تصرف بندر طبرق، وارد خاک مصر شد و تا ۱۰۰ کیلومتری اسکندریه پیش رفت. این پیروزی‌ها موجب پدیداری آوازه بلندی برای او و دادن لقب «روباه صحرا» به وی شد. در این حال با توجه به سلطه هوایی و دریایی متفقین بر مدیترانه، امکان تدارکات‌رسانی کافی به رومل در آفریقا وجود نداشت. در پی گرفتاری به کمبود سوخت و سایر ملزومات تدارکاتی، با شکست در نبرد العلمین و در مواجهه با ضد حمله دشمن، وادار به عقب‌نشینی به سمت غرب گشت. با ورود ایالات متحده به جنگ و پیاده‌سازی نیروهای متفقین در شمال غربی آفریقا، رومل جهت گرفتار نشدن بین نیروهای دشمن، در یک عملیات موفقیت‌آمیز با طی ۱۵۰۰ کیلومتر تا تونس عقب نشست.
پس از ترفیع به درجه فیلدمارشالی و بازگشت از آفریقا، ابتدا به شمال ایتالیا و سپس به شمال فرانسه فرستاده شد. او مأمور به صورت دادن آماده‌سازی‌های دفاعی در مقابل تهاجم متفقین بود. هنگام پیاده‌سازی در نرماندی توسط دشمن، رومل فرماندهی گروه ارتش ب را بر عهده داشت و تلاش زیادی برای بیرون کردن متفقین از خاک فرانسه کرد. به هر حال با توجه به برتری دشمن در اغلب زمینه‌ها و گرفتاری به برخی مشکلات داخلی از جمله آرایش نامناسب نیروهای زرهی، نتوانست قادر به چنین کاری شود.
رومل هیچگاه وارد سیاست و عضو حزب ناسیونال سوسیالیست نشد. در ابتدا از تحسین‌کنندگان آدولف هیتلر، پیشوای آلمان بود اما بعدها به جهت برخی تصمیمات او که رومل آن‌ها را به ضرر آلمان می‌دید، منتقد او شد. رومل با بهره‌گیری از جایگاه و موقعیت خود، چند بار از هیتلر خواست به جنگی که موجب تخریب آلمان می‌شود، پایان دهد اما مورد بی‌توجهی قرار گرفت. عده‌ای از توطئه‌گران علیه هیتلر با او تماس برقرار کردند. رومل با ترور هیتلر مخالف بود اما می‌خواست با کنار زدن او از قدرت امکان صلح و پایان دادن به جنگ فراهم آورده شود. رومل روز ۱۷ ژوئیه سال ۱۹۴۴ با حمله هواگردهای دشمن به خودروی او به شدت مجروح و مدتی در بیمارستان بستری شد. او با وجود این که نقشی مستقیمی در این اقدام نداشت، متهم به مشارکت در کودتای ۲۰ ژوئیه برای ترور هیتلر گردید. با توجه به داشتن چهره‌ای عمومی و جایگاه «قهرمان ملی»، محاکمه او می‌توانست تبعاتی برای حاکمیت رایش سوم داشته باشد. از این رو، در حالی که دوران نقاهت را در خانه می‌گذراند، رومل مخیر به خودکشی و حفظ حیثیت خود یا محاکمه در دادگاه خلق و احتمالاً اعدام، شد. رومل با برگزیدن خودکشی، در نهایت با بلعیدن کپسول سیانید به زندگی خود پایان داد. دلیل رسمی مرگ او جراحات جنگی اعلام و برای او یک مراسم خاکسپاری حکومتی برگزار شد.
رومل که هیچگاه در جبهه شرقی حضور نیافت، به رفتار مناسب با زیر دستان، اسیران جنگی و دشمنانش شناخته می‌شود و او و نیروهایش متهم به جنایات جنگی نشده‌اند. با وجود وارد شدن برخی انتقادات به او از جمله نداشتن دید جامع راهبردی و بی‌توجهی به مسئله تدارکات، با پدیداری گونه‌ای از اسطوره حول شخصیتش که دستگاه تبلیغاتی رایش سوم و همچنین تمجید دشمنان از عوامل اصلی آن بودند، بسیاری رومل را یکی از بهترین فرماندهان جنگ در بعد تاکتیکی و عملیاتی دانسته‌اند. در آلمان پس از جنگ همچنان از او با خوش‌نامی یاد می‌شود و بزرگ‌ترین پایگاه نظامی نیروی زمینی این کشور به افتخار او «پادگان فیلدمارشال اروین رومل» نام گرفته است.

## سال‌های اولیه
اروین یوهانس اویگن رومل روز ۱۵ ماه نوامبر سال ۱۸۹۱ به عنوان دومین فرزند خانواده در هایدنهایم در پادشاهی وورتمبرگ متولد شد. پدر و پدربزرگ او آموزگار ریاضی بودند و خانواده‌اش از مزیت طبقه اجتماعی و نظامی خاصی بهره نمی‌برد. هیچ سنت نظامی‌گری در خاندان او وجود نداشت. رومل به مهندسی و پرواز علاقه داشت و به شکل جدی کار در کارخانه کشتی هوایی فردیناند فون سپلین در فریدریشس‌هافن را از نظر گذراند. با این حال، پدرش که خود در گذشته افسر توپخانه بود، او را به پیوستن به ارتش وورتمبرگ یا، همانند خود، آموزگار شدن، توصیه کرد که رومل ارتش را برگزید. پیوستن به سلک افسران مخصوصاً در رسته سواره‌نظام و حتی توپخانه، برای شخصی در جایگاه او کار ساده‌ای نبود. رسته‌های توپخانه و مهندسی درخواست او را رد کردند. تنها گزینه باقی مانده برای او پیاده‌نظام بود. ماه مارس سال ۱۹۱۰ هنگ ۱۲۴ پیاده‌نظام ویلهلم یکم خواهان دریافت گزارش آزمایش‌های پزشکی رومل شد. پزشکان فتق کشاله ران را در او شناسایی کردند. پدرش ترتیب عمل جراحی لازم جهت حل این مسئله را داد. رومل شش روز پس از مرخصی از بیمارستان، روز ۱۹ ژوئیه سال ۱۹۱۰ در هجده سالگی به عنوان افسر محصل به هنگ مذکور در واینگارتن ملحق گردید. پس از ۸ ماه آموزش، ماه مارس سال ۱۹۱۱ به دانشکده جنگ در دانتسیش فرستاده شد. رومل در تمام موضوعات تحصیلی در سطح متوسط بود؛ جز رهبری که در آن نمره «خوب» دریافت کرد. افسر فرمانده دانشکده رومل را «مرد جوانی بسیار جدی» و «سربازی مفید» توصیف نمود. روز ۱۵ نوامبر همان سال فارغ‌التحصیل شد و با بازگشت به هنگ خود، ژانویه سال ۱۹۱۲ درجه ستوان دومی دریافت و خدمت در نیروی زمینی را آغاز کرد. رومل تا روز ۱ مارس سال ۱۹۱۴ در این هنگ باقی ماند سپس به هنگ ۴۹ توپخانه صحرایی در اولم پیوست و تا روز ۳۱ ژوئیه در آتشبار ۴ آن خدمت نمود.

## جنگ جهانی اول
با آغاز جنگ جهانی اول، به هنگ ۱۲۴ پیاده‌نظام بازگشت و دو روز بعد با یگان خود در قالب ارتش پنجم، عازم جبهه غربی شد. به جهت مأموریت تدافعی ارتش پنجم، هنگ او مدتی را در نزدیکی مرز صرف آموزش نیروهای خود کرد. در این موضع رومل چند هفته را درگیر درد شکم بود. به هر صورت، با آغاز پیشروی ارتش پنجم از روز ۱۸ اوت سال ۱۹۱۴، رومل عموماً در مأموریت‌های شناسایی و پیام‌رسانی مشارکت می‌نمود. از روز ۲۱ اوت به عنوان فرمانده یک دسته در ناحیه رود موز در جبهه وردون وارد میدان‌های نبرد گردید. رومل مأمور به تصرف یک روستا در جنوب غربی بلژیک بود. این مأموریت با وجود مه‌آلود بودن هوا و جدا افتادن دسته او از مابقی گردان، با موفقیت انجام گرفت. رومل در رزمگاه عملکرد قابل توجهی از خود نشان داد. اوایل ماه سپتامبر به عنوان آجودان گردان انتخاب شد. هنگامی که در مأموریت شناسایی و پیام‌رسانی نبود، معمولاً با گروهان‌های جلودار همراه می‌شد. بیشتر درگیری‌های چند هفته آینده در اراضی جنگلی اتفاق افتاد و تجربیات خوبی در زمینه فرماندهی در این محیط به رومل بخشید. رومل روز ۲۴ سپتامبر در حال فرماندهی یک یگان ۲۰ نفره در جنگل‌های شمال غربی وردون، هنگامی که پس از اتمام خشاب تفنگش سعی در تهاجم با سرنیزه آن داشت، از ناحیه ران پا مجروح گردید. او پشت یک درخت بلوط پناه گرفت و مدت کوتاهی بعد توسط نیروهایش نجات داده شد. رومل به آلمان بازگردانده شد و روز ۳۰ سپتامبر نشان درجه ۲ صلیب آهنین به او اعطا گشت.
رومل با زخم کاملاً التیام نیافته پیش از روز کریسمس از بیمارستان خارج شد. او می‌بایست به گردان جایگزینی با مسئولیت آموزش سربازان جدید و مراقبت از مجروحان پیش از اعزام مجدد، ملحق می‌شد اما ماه ژانویه سال ۱۹۱۵ به خواست خودش مجدداً به هنگ خود بازگشت. رومل فرماندهی گروهان ۹ هنگ را در جریان تهاجم دیگری در وردون بر عهده گرفت. شرایط محیطی در این موضع با وقوع نبرد ثابت سنگرها، کاملاً متفاوت از تجربیات پیشین رومل بود. وظیفه اصلی او بهبود شرایط سنگرها و امنیت‌بخشی بیشتر به آن‌ها در برابر آتش توپخانه بود. رومل با انرژی و کارایی بالا به سرعت خط مقدم ۴۰۰ متری خود را به حد مطلوبی ارتقا داد. با آغاز تهاجم بهاره آلمانی‌ها، هنگی که گروهان رومل به آن تعلق داشت در مجموعه‌ای از حملات ایذایی مشارکت کرد. رومل با یک دسته روز ۲۹ ژانویه با گذر از سیم‌خاردارهای یک موضع فرانسوی، چهار نقطه مستحکم را تسخیر نمود و ضد حمله یک گردان دشمن را دفع کرد. یگان او در جریان تهاجم به محاصره نیروهای فرانسوی افتاد اما رومل توانست با شکستن مواضع دشمن به خطوط خودی بازگردد. این اقدامات نشان درجه ۱ صلیب آهنین را روز ۲۲ مارس برای رومل، به عنوان نخستین ستوان هنگ خود، به ارمغان آورد. ماه ژوئن یک دسته را در تهاجمی در آرگون فرماندهی کرد. ماه ژوئیه زخمی جزئی در ناحیه پا برداشت و به سبب آن برای مرخصی به خانه رفت. رومل ماه سپتامبر به درجه ستوان یکمی ترفیع یافت.
ماه اکتبر سال ۱۹۱۵ به عنوان فرمانده یک گروهان، به گردان جدید کوهستان وورتمبرگ منتقل گشت. پس از تمرینات فشرده در ارتفاعات اتریش، رومل با این یگان ابتدا بین ماه‌های دسامبر ۱۹۱۵ تا اکتبر ۱۹۱۶ در ناحیه ووژ در جبهه غربی بود و سپس با آن به رومانی منتقل شد. رومل در رومانی برای نخستین بار رزم متحرک را تجربه نمود. در این شیوه از رزم رومل گاهی نیرویی بیش از یک گروهان را هدایت می‌کرد. رومل و نیروهایش ماه ژانویه سال ۱۹۱۷ در یک حمله شبانه در شرایط یخبندان و مه غلیظ در مواضع دشمن رخنه کردند و خود را به روستای مستحکم گگشتی در ۲۰ کیلومتری شمال فوکشان رساندند. در این موقعیت ۴۰۰ تن، سه برابر تعداد نفرات یگان، به اسارت درآمدند؛ بدون این که حتی یکی از نیروهای او زخمی شود. پس از ایجاد ثبات خط مقدم در رومانی، گردان رومل بین ماه‌های ژانویه تا ژوئیه سال ۱۹۱۷ به ووژ در جبهه غربی بازگشت و به آموزش نیروها پرداخت. این یگان مجدداً به رومانی بازگشت. در این موقعیت، روز ۹ اوت رومل حمله‌ای جسورانه و موفقیت‌آمیز را تقریباً با تمام گردان در ناحیه کوشنا فرماندهی کرد. خود در جریان این تهاجم از ناحیه بازو زخم برداشت. گردان او اواخر اوت از خط مقدم خارج شد و مدتی را صرف استراحت کرد. رومل با این گردان ماه سپتامبر راهی ایتالیا شد. یگان رومل در ناحیه مونته ماتاژور، پس از شکستن خط مقدم دشمن در روز ۲۴ اکتبر، یک آتشبار توپخانه ایتالیایی را به غنیمت گرفت. با قرار دادن یک گروهان در این موضع، رومل به پیشروی ادامه داد. وقتی یک گردان ایتالیایی به یگان پشت سر او حمله برد، رومل به موقعیت بازگشت و با حمله به دشمن از پشت سر، بیش از هزار نفر از آن‌ها را وادار به تسلیم کرد. رومل با پیش بردن چهار گردان، یک جاده اصلی را قطع کرد، یک کاروان تدارکاتی را به غنیمت گرفت و حدود ۲ هزار تن را به اسارت گرفت. رومل به سمت موضع اصلی ایتالیایی‌ها حرکت کرد و وارد آن شد. رومل از مدافعان خواست تسلیم شوند تا ۱۵۰۰ تن دیگر به‌شمار اسرای او افزون گردد. روز ۲۶ اکتبر، با تصور این که تمامی منطقه پاکسازی شده است، به او دستور بازگشت داده شد اما رومل با آگاهی از اشتباه بودن این تصور، با سر باز زدن از فرمان، با صد نفر از نیروهایش حمله‌ای به قله ماتاژور صورت داد و آن را به تصرف درآورد تا صدها تن دیگر را نیز اسیر کند. پس از عبور از رودخانه تالیامنتو، روز ۷ نوامبر به رومل دستور داده شد گذرگاهی را که توسط ایتالیایی‌ها محافظت می‌شد مورد حمله قرار دهد. حمله اولیه او با سه گروهان پیاده‌نظام و یک گروهان مسلسل، موفقیت‌آمیز نبود. سه روز بعد یگان رومل از رودخانه پیاوه گذر کرد و با به اسارت درآوردن صدها نفر، بر شهر لونگارونه مسلط شد. با این درخشش، رومل نشان پور لو مریت را روز ۱۸ دسامبر سال ۱۹۱۷ دریافت کرد. بدین شکل رومل با نشان دادن تاب‌آوری بالای جسمی و روانی، جسارت زیاد و ایجاد و بهره‌گیری از غافلگیری دشمن، آوازه‌ای برای خود به عنوان یک افسر جز برجسته ایجاد کرد.
پس از مدتی مرخصی، روز ۱۱ ژانویه سال ۱۹۱۸ به ستاد سپاه ۶۴ منتقل گردید. رومل روز ۱۸ اکتبر سال ۱۹۱۸ به درجه سروانی رسید. پس از پایان جنگ روز ۲۱ دسامبر به هنگ ۱۲۴ پیاده‌نظام بازگشت. با انحلال این یگان، به گردان ۳۲ امنیت در فریدریشس‌هافن ملحق گشت.

## رایشسور
رومل روز ۲۱ دسامبر سال ۱۹۲۰ به رایشسور صد هزار نفری، با تنها ۴ هزار افسر، پیوست و فرمانده گروهان ۴ هنگ ۱۳ پیاده‌نظام در اشتوتگارت شد. در بستر از میان رفتن ساختار اجتماعی پیشین، نشان‌ها و دستاوردهای رومل تأثیری کلیدی در باقی ماندن او در نیروهای مسلح داشت. با عدم موفقیت در کسب نمره کافی در یک آزمون، قادر به ورود به دوره آموزشی ستاد کل نشد. روز ۱ اکتبر سال ۱۹۲۹ به عنوان مدرس پیاده‌نظام وارد دانشکده جنگ در درسدن شد. رومل نظریه‌پرداز نبود اما تجارب زیادی در زمینه موضوع تدریس داشت و از قدرت ارائه بسیار خوبی برخوردار بود. او همچنین در رسم نقشه‌های نموداری برای رساندن نکات ضروری مهارت داشت. روز ۱ آوریل سال ۱۹۳۲ به درجه سرگردی ترفیع یافت. به نقل از رابرت سیتینو، تاریخ‌دان آمریکایی، با توجه به کوچکی اندازه رایشسور و کندی تحولات در آن، اگر حوادث سیاسی که منجر به تسلیح مجدد آلمان شد اتفاق نمی‌افتاد رومل به احتمال قریب به یقین در نهایت با درجه سروانی بازنشسته می‌شد. رومل روز ۱ اکتبر همان سال به فرماندهی گردان ۳ هنگ ۱۷ پیاده‌نظام در گسلار منصوب گشت. در این جایگاه روز ۳۰ سپتامبر ۱۹۳۴ با آدولف هیتلر دیدار کرد. سال ۱۹۳۵ به درجه سرهنگ دومی ترفیع یافت و روز ۱۵ اکتبر همان سال به عنوان مدرس به دانشکده پیاده‌نظام در پوتسدام پیوست.

## ورماخت
رومل از روز ۷ ژانویه سال ۱۹۳۷ هیچ جایگاهی نداشت تا این که روز ۲۵ فوریه به عنوان افسر رابط وزارت جنگ در سازمان جوانان هیتلری برگزیده شد. رابطه او با بالدور فون شیراخ، رئیس این سازمان، خوب نبود. همان سال کتابی در ارتباط با تاکتیک‌های پیاده‌نظام تحت عنوان «حملات پیاده‌نظام» با استفاده از آن به عنوان کتاب درسی در دانشسراها و دانشکده‌های جنگ، منتشر کرد. این کتاب نظر هیتلر را که اشتیاق زیادی برای مطالعه ادبیات نظامی داشت، به خود جلب نمود. رومل روز ۱ اکتبر سال ۱۹۳۷ به درجه سرهنگی نائل آمد. ماه اکتبر سال ۱۹۳۸ هنگام ورود نیروهای آلمانی به منطقه سودتنلند، به عنوان فرمانده یگان محافظ هیتلر، پیشوای آلمان، برگزیده شد و شخصاً او را همراهی نمود. این یگان در سطح گردان، متشکل از خودروهای زرهی، تانک‌ها و پباده‌نظام موتوریزه بود. رومل روز ۱۰ نوامبر به فرماندهی دانشکده جنگ در وینر نویشتات رسید. بین روزهای ۱۵ تا ۲۳ مارس سال ۱۹۳۹، با رها کردن موقف مقام پیشین، مجدداً یگان حفاظت پیشوا را فرماندهی کرد. روز ۱ اوت همان سال به درجه سرتیپی ترفیع گرفت.

### جنگ جهانی دوم
با آغاز بسیج برای جنگ، رومل روز ۲۳ اوت برای بار دیگر فرمانده محافظان پیشوا شد و در جریان تهاجم آلمان به لهستان که به آغاز جنگ جهانی دوم انجامید، در این مقام بود. یگان رومل به همراه قرارگاه پیشوا وارد خاک لهستان شد و عملیات را در سوپوت به پایان رساند. رومل در این جایگاه مورد توجه هیتلر قرار گرفت. تعلق نداشتن رومل به طبقه اشراف موجب علاقه بیشتر پیشوا به او می‌شد. با وجود بی‌علاقگی به سیاست، رومل ستایش‌گر پیشوا بود اما نسبت به اطرافیان او از حزب ناسیونال سوسیالیست انتقادات جدی داشت.

#### نبرد فرانسه
با آگاهی از عملکرد رومل در جنگ جهانی اول و میل او به حضور در رزمگاه، اوایل سال ۱۹۴۰ هیتلر از او پرسید می‌خواهد چه فرماندهی را در اختیار بگیرد که رومل بدون هیچ تعللی پاسخ داد: «یک لشکر زرهی». رومل پیش از این کاربرد نیروهای زرهی را به خوبی در سودتنلند و لهستان مشاهده کرده بود. بدین ترتیب، روز ۱۲ فوریه سال ۱۹۴۰ برای مشارکت در نبرد فرانسه به فرماندهی لشکر هفتم زرهی منصوب گردید. از ده فرمانده لشکرهای زرهی این نبرد، رومل تنها شخصی بود که پیش از آن هیچ تیپ یا لشکری را فرماندهی نکرده و در نبرد لهستان خدمت ننموده بود. لشکر او یکی از چهار لشکر «سبک» بود که فصل زمستان به لشکر زرهی تبدیل شده بودند. رومل لشکر هفتم زرهی را از سرلشکر گئورگ اشتومه که این لشکر را به خوبی آموزش داده و با موفقیت در نبرد لهستان به‌کار گرفته بود، تحویل گرفت. با استقرار در گودسبرگ، رومل تنها سه هفته فرصت یافت تا پیش از آغاز عملیات با نیروهای خود آشنا شود. او تمرینات میدانی در هر شرایط آب‌وهوایی و همچنین شبانه برای لشکر خوب ترتیب داد. رومل برای آماده شدن جهت مأموریت محول‌شده، به مطالعه کتاب‌های رزم زرهی، از جمله متون انگلیسی، پرداخت.

##### مورد زرد
لشکر رومل در قالب تهاجم ثانویه طرح عملیاتی مورد زرد، تنها یک هنگ زرهی با مجموع ۲۱۸ تانک، به جای دو هنگ معمول، داشت. بیش از نیمی از این تانک‌ها ساخت چکسلواکی بودند. با آغاز تهاجم به فرانسه از روز ۱۰ مه، در مرحله نخست عملیات، موسوم به مورد زرد، لشکر رومل به عنوان بخشی از سپاه ۱۵ هرمان هوت، با پیشروی به سمت رود اورت، در برخورد با دفاع شدید نیروهای بلژیکی در شبروئی، تا شب هنگام ۲۰ کیلومتر با هدف تعیین‌شده برای روز نخست فاصله داشت. به هر صورت نیروهای او با گذشتن از سد مدافعان در این نقطه، تا میانه روز بعد خود را به رود اورت رساندند و با توجه به منهدم شدن پل‌ها توسط دشمن، به راحتی به کمک پل شناور از آن عبور کردند. عبور سریع یگان او از این رود، ضمن برخورد با ضد حملات کم‌توان تانک‌های فرانسوی، موجب پراکنده شدن نیروهای دشمن در آن سوی رود و گریختن آن‌ها به درون جنگل‌های منطقه شد. به دستور رومل دو دسته از نیروهایش در تعقیب دشمن شروع به تیراندازی کور به سمت این جنگل‌ها کردند تا عناصر سواره‌نظام آن را دور نگاه دارند. تأخیر پیش آمده در روز پیشین موجب الحاق نیروی کمکی از سپاه شامل هنگ ۳۱ زرهی و گردان ۸ شناسایی لشکر پنجم زرهی به لشکر او جهت یورش نهایی به سمت رود موز شد. یگان‌های موتوریزه رومل بعد از ظهر روز ۱۲ مه در ناحیه دینان در کرانه رود موز بودند. تا نیمه شب گردان ۸ شناسایی در نقطه‌ای بی‌دفاع در ایووآر راهی به آن سوی رود گشود و سر پلی بر آن ایجاد کرد. این یگان که تنها به صورت موقتی تحت فرمان رومل قرار داشت، در حقیقت نخستین یگان آلمانی بود که از روز موز می‌گذشت. صبح روز بعد مابقی نیروها نیز با پل‌های شناور، زیر گلوله‌باران دشمن، شروع به گذر از این رود با ۷۵ متر عرض نمودند. با این حال با تحمل تلفات سنگین، تنها تعداد اندکی قادر به عبور از موز شدند. توپخانه رومل قادر به کوبیدن مواضع به خوبی استتار شده دشمن در آن سوی رود نبود تا او دستور به آتش مستقیم تانک‌های پنزر ۳ و پنزر ۴ و هویتزرها به منظور سرکوب آن‌ها دهد. رومل همچنین فرمان به به‌آتش کشیدن خانه‌های آن سوی رود جهت ایجاد پوشش دود داد. بدین شکل پیاده‌نظام موتوریزه لشکر قادر شد تا ظهر روز ۱۳ مه مقاومت دشمن در آن سوی رود را از بین برد و تا عمق ۵ کیلومتری پیش برود. در این میانه رومل با در دست گرفتن مستقیم فرماندهی گردان ۲ از هنگ ۷ پیاده‌نظام، خود با نخستین قایق‌ها از رود گذر کرد. او به مهندسان دستور داد یک پل معلق بر رود ایجاد نمایند. وقتی پل ساخته شد رومل نخستین کسی بود که با خودروی فرماندهی از آن عبور کرد. تجهیزات پل‌سازی که از راه آردن به خط مقدم رسید تنها برای یک پل کافی بود. رومل در تماس با هوت اصرار داشت تنها پل احداث شده در این ناحیه صرفاً توسط لشکر او استفاده شود. این مسئله موجب رنجش شدید سرلشکر ماکس فون هارتلیب، فرمانده لشکر پنجم زرهی از او شد. این در حالی بود که لشکر پنجم زرهی نقش تعیین‌کننده‌ای در پشتیبانی از رومل در گذر از رود موز ایفا کرده بود. هوت که لزوماً از شیوه عمل رومل راضی نبود، با در اختیار نداشتن تانک کافی جهت رخنه از دو نقطه، چاره‌ای جز پشتیبانی از او برایش نبود. به هر صورت هوت به رومل گفت: «انتظار نداشته باش تمام جنگ را همواره به تنهایی رزم کنی.»
پس از مدتی توقف شبانه برای سازمان‌دهی مجدد نیروها، رومل حمله را با جلوداری هنگ ۲۵ زرهی از صبح روز ۱۴ مه به سمت فیلیپ‌ویل از سر گرفت و با عبور از سد عناصر متفرق دشمن، تا شب هنگام به آن دست یافت. رومل طبق معمول سوار بر یکی از تانک‌ها شخصاً حمله را راهبری می‌کرد. تانک او دو بار مورد اصابت آتش توپخانه دشمن قرار گرفت و با برخورد گلوله به پریسکوپ، رومل از ناحیه گونه راست زخم برداشت. رومل به سختی از تانک بیرون پرید و از زیر آتش دشمن خارج شد. به نقل از سروان هانس فون لوک، فرمانده یکی از گروهان‌های او، رومل به صورت پیاده پیشروی را ادامه داد که تأثیر بسزایی بر روحیه نیروهایش گذاشت. با ناتوانی فرانسوی‌ها در اجرای به موقع ضد حمله، او توانست در همکاری با هواگردهای لوفت‌وافه، در استحکامات کم‌عمق مرزی رخنه کند و روز ۱۶ مه در ناحیه اوسنس وارد خاک فرانسه شود. رومل بدون توقف، روز بعد از رودخانه سامبر گذر کرد تا در عرض ۴۸ ساعت ۸۰ کیلومتر پیشروی کرده باشد. رومل با استفاده از راه‌های فرعی و روستایی، از عدم وجود موانع جاده‌ای قابل‌توجه، به ویژه میدان‌های مین، در فرانسه که غالباً در مسیرهای اصلی قرار داشتند، بهره کامل را برد. پیشروی بسیار جلوتر از پیاده‌نظام و توپخانه کاری نامرسوم و خطرناک بود اما عمل جسورانه رومل به آن موجب بهم ریختن سازمان دفاعی فرانسوی‌ها و تضعیف روحیه آن‌ها شد. پوشش هوایی لوفت‌وافه تأثیر ویژه‌ای در فراهم آوردن امکان پیشروی عمیق و بی‌محابا در اراضی دشمن برای نیروهای رومل داشت. تاکتیک‌های غیر متعارف رومل ستاد کل را به وحشت انداخت. حتی هیتلر خواهان توقف چنین پیشروی بی‌پروایی بود. به هر صورت، با خارج شدن خودروی فرماندهی او از برد رادویی فرماندهی گروه ارتش فرمان توقف صادر شده به اطلاع رومل نرسید. نیروهای او به سمت کمبره حرکت کردند و خود را به آن رساندند. در این هنگام در نهایت ارتشبد هوت به رومل فرمان داد پیشروی به سمت آراس را تا هنگام رسیدن پیاده‌نظام متوقف کند. پس ملحق شدن لشکر پیاده‌نظام موتوریزه توتن‌کوپف اس‌اس به او، رومل حرکت را ادامه داد و تا روز ۲۱ مه خود را به آراس رساند. لشکر او پس از مقداری درگیری سخت در پی ضد حمله قوای بریتانیایی، با عبور از آراس، روز ۲۲ مه حرکت خود را پی گرفت. با محاصره شدن این شهر از جانب شمالی توسط نیروهای رومل، بریتانیایی‌ها روز بعد آراس را رها و عقب‌نشینی کردند. رومل روز ۲۳ مه به کانال آ در دیواره جنوبی محاصره دانکرک، رسید. لشکر رومل در کنار سایر لشکرهای زرهی ورماخت، در حرکت موسوم به «برش داس» در نهایت بیشتر نیروهای فرانسوی و بریتانیایی را در بلژیک به محاصره انداخت.

##### مورد قرمز
پس از مدتی توقف در اثر دستور فرماندهی عالی، رومل روز ۲۶ مه حرکت را از سر گرفت و در جهت لیل از کانال آ گذشت. پس از تسلیم شدن باقیمانده نیروهای متفقین در دانکرک لشکر رومل مدتی از خط مقدم خارج شد. تا این زمان نیروهای رومل حدود ۷ هزار نفر را به اسارت گرفته و بیش از ۳۰۰ تانک دشمن را منهدم نموده بودند. رومل روز ۲۷ مه مفتخر به دریافت نشان صلیب شوالیه صلیب آهنین گردید. او نخستین فرمانده لشکری بود که این نشان را دریافت می‌کرد. روز ۲ ژوئن به دیدار هیتلر فراخوانده شد. پیشوا از او استقبال کرد و گفت: «رومل ما خیلی نگران تو در جیان حمله بودیم.» با آغاز مرحله بعدی کارزار از روز ۵ ژوئن، رومل بین آبویل و آمیِن از رودخانه سم گذشت. لشکر او روز ۶ ژوئن به ساحل کانال مانش رسید و با چرخش به جانب شمال، سن والری به را به محاصره درآورد. تا روز ۱۲ ژوئن تمامی نیروهای یک سپاه فرانسوی و یک لشکر بریتانیایی با دادن بیش از ۱۲ هزار نفر اسیر از جمله چندین ژنرال، در این موقعیت تسلیم لشکر رومل شدند. رومل رفتار بسیار مودبانه‌ای با این اسرا داشت و به آن‌ها احترام گذاشت.
رومل، با طی ۱۰۰ کیلومتر در عرض ۴ روز، در البوف در نزدیکی روآن به رود سن رسید. هنگام عقب کشیدن لشکر رومل برای مرحله دوم عملیات در فرانسه، موسوم به مورد قرمز، از مجموع تانک‌های اولیه ۸۶ دستگاه برای او باقی مانده بود. این لشکر تا روز ۱۸ ژوئن با طی مسافت ۲۴۰ کیلومتری در طی یک روز تا شربور پیش رفت. رومل تسلیم حدود ۳۰ هزار نفر در این شهر را پذیرفت. در جهت جنوب به سمت رن رفت و سپس به حرکت به سمت مرز اسپانیا ادامه داد. پس از امضای پیمان آتش‌بس ۲۲ ژوئن ۱۹۴۰، در رومل سپس لشکر خود را به بوردو جهت امور حفاظتی از اراضی تصرف‌شده، منتقل نمود. او و نیروهایش در جریان نبرد فرانسه در مجموع حدود ۱۰۰ هزار نفر را اسیر کرده و بیش از ۳۰۰ توپ و ۴۵۰ زره‌پوش را به غنیمت گرفته یا منهدم نمودند. به هر صورت تلفات وارد آمده به لشکر رومل شامل ۶۸۰ کشته، ۱۷۰۰ زخمی و ۳۰۰ مفقود، بیش از سایر لشکرهای زرهی بود. لشکر هفتم زرهی تحت امر رومل به جهت این موفقیت‌های چشمگیر، مخصوصاً به دلیل سرعت گیج‌کننده و پدیداری غیرمنتظره آن در نقاط مختلف، به «لشکر اشباح» شهرت یافت.

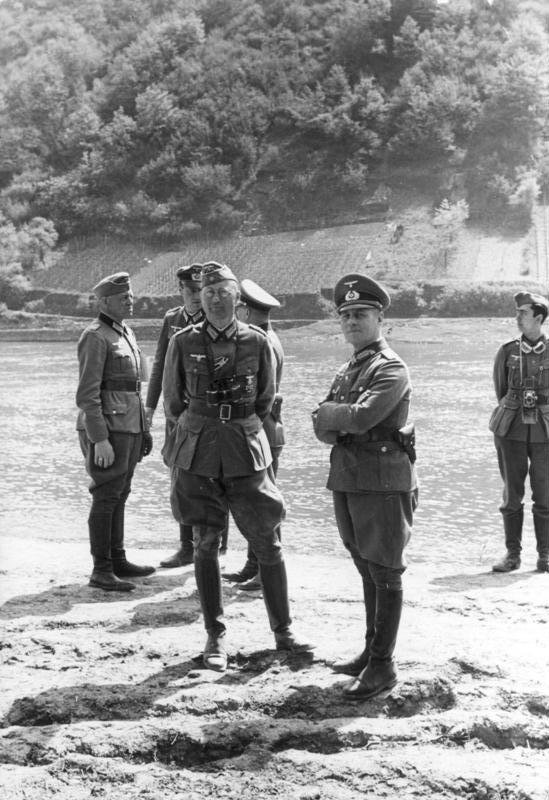
تمرین لشکر هفتم زرهی، بهار ۱۹۴۰

رومل برای چند هفته جهت مرخصی، به همراه خانواده خود به وین، آخرین اقامتگاه خود پیش از جنگ، رفت تا مدتی استراحت کند. او ماه ژوئیه جهت مشارکت در عملیات زی‌لووه، تهاجم به جزیره بریتانیا، به قرارگاه لشکر خود بازگشت. به هر صورت با عدم دستیابی به برتری هوایی بر فراز منطقه، این عملیات ماه اکتبر لغو شد.

#### شمال آفریقا

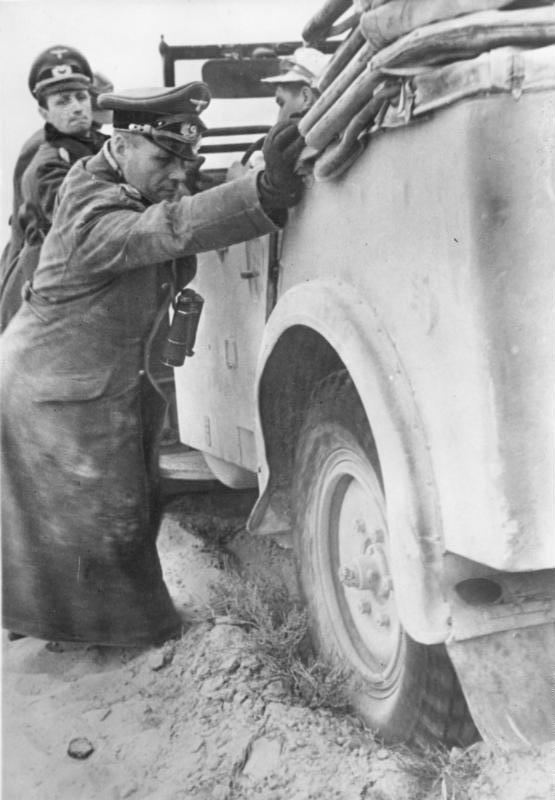
در حال کمک به بیرون کشیدن خودروی خود، در کنار سرهنگ دوم زیگفریت وستفال، شمال آفریقا، فوریه ۱۹۴۱

رومل ماه ژانویه سال ۱۹۴۱ به درجه سرلشکری ترفیع یافت. در پی شکست نیروهای ایتالیایی از بریتانیایی‌ها در جریان عملیات کومپس، فرماندهی عالی آلمان تصمیم گرفت برای جلوگیری از پیشروی هر چه بیشتر دشمن به سمت طرابلس، نیرویی را به شمال آفریقا اعزام کند. آلمانی‌ها با منابع محدود قصد نداشتند جبهه بزرگ دیگری در شمال آفریقا باز کنند بلکه می‌خواستند ضمن دور نگاه داشتن دشمن از جناح جنوبی خود، به ایتالیایی‌ها در دفاع از لیبی یاری برسانند و آن‌ها را در جنگ حفظ نمایند. در ابتدا سرتیپ هانس فون فونک به عنوان فرمانده این نیروهای اعزامی در نظر گرفته شده بود اما پیشوا از گزارشی که فون فونک به او ارائه کرد راضی نشد. با توجه به فاصله زیاد لیبی از آلمان، هیتلر به فرمانده‌ای نیاز داشت که بتواند به صورت نیمه‌مستقل عمل کند و ابتکار عمل و جسارت استثنایی داشته باشد. بدین ترتیب، روز ۶ فوریه در برشتس‌گادن در دیدار با فیلدمارشال والتر فون براوخیچ، فرمانده کل نیروی زمینی، مأموریت فرماندهی یک سپاه متشکل از لشکر پنجم سبک و یک لشکر زرهی نامعلوم دیگر، در شمال آفریقا بر عهده رومل نهاده شد. فون فونک جانشین رومل در فرماندهی لشکر هفتم زرهی شد. فرماندهی عالی ورماخت همان روز با صدور فرمانی عملیات زونن‌بلومه را جهت انتقال نیروهای آلمانی به شمال آفریقا آغاز کرد. رومل همان هنگام گزارشی به هیتلر ارائه نمود. روز بعد به همراه رئیس ستاد خود به رم رفت و کنفرانسی با بنیتو موسولینی، نخست‌وزیر ایتالیا داشت. بدین شکل رومل رهبری نیروهای اعزامی آلمان در پشتیبانی از ایتالیا در شمال آفریقا را بر عهده گرفت. سپاه رومل به شکل نظری تحت فرماندهی تاکتیکی ایتالیایی‌ها قرار داشت اما فرامین خود را به شکل مستقیم از فرماندهی عالی ورماخت دریافت می‌کرد. رومل روز ۱۲ فوریه، همزمان با ورود نخستین کشتی‌های حامل نیروهای زرهی، با یک پرواز وارد پایگاه هوایی کاستل بنیتو در جنوب طرابلس شد. در هنگام ورود رومل به آفریقا، بریتانیایی‌ها با حرکت ۶۵۰ کیلومتری، تا العقیله در ورودی منطقه طرابلس پیش آمده بودند. رومل به ارتشبد ایتالو گاریبولدی، فرمانده نیروهای ایتالیایی در آفریقا، اعلام کرد قصد دفاع از منطقه طرابلس از ناحیه حدود سرت را دارد. او ایتالیایی‌ها را بر آن داشت روز ۱۴ فوریه یک لشکر خود را به سمت سرت بفرستند و روز ۱۶ فوریه در نخستین اقدام خود نیز بخشی از نیروهایش را در پشتیبانی از آن‌ها روانه این ناحیه کرد تا هر گونه پیشروی بریتانیایی‌ها را به تأخیر بیندازد. در همین حال، بدون این که رومل اطلاعی از آن داشته باشد، بریتانیایی‌ها در حال انجام آماده‌سازی جهت ارسال کمک نظامی از شمال آفریقا به یونان بودند. این اقدام تنها قوای اندک محافظتی در برابر رومل در شمال آفریقا باقی می‌گذاشت. سپاه تحت امر رومل روز ۲۱ فوریه «آفریکاکور» نام گرفت. لشکر پانزدهم زرهی به عنوان دومین لشکر وعده‌داده‌شده به شمال آفریقا فرستاده شد.

##### تهاجم نخست و محاصره طبرق
به اصرار رومل سپاه ۱۰ هوایی لوفت‌وافه مستقر در کاتانیا در سیسیل، شروع به کوبیدن دشمن در بنغازی کرد. این اقدام موجب انحراف کشتی‌های تدارکاتی بریتانیایی از غرب ناحیه برقه به طبرق در شرق آن و در نتیجه بی‌تحرک شدن آرایش‌های بریتانیایی در بنغازی شد. بر خلاف اهداف فرماندهی عالی از فرستادن او به شمال آفریقا، رومل با افکار دیگری در سر، تمایلی به اتخاذ دفاع منفعلانه نداشت. رومل روز ۷ مارس قصد تصرف العقیله را با سرلشکر یوهانس اشترایش، فرمانده لشکر پنجم سبک، در میان گذاشت. او روز ۹ مارس برلین را از هدف خود در تسخیر برقه و سپس پیشروی تا کانال سوئز مطلع نمود. رومل روز ۱۵ مارس یک گروهان تقویت‌شده را جهت شناسایی به طرف فزان در جنوب روانه کرد تا تجاربی در زمینه رزم و راهپیمایی در بیابان کسب کند. درحالیکه نیروهای او در هماهنگی با ایتالیایی‌ها، پیشروی در طول خط ساحلی به سمت شرق را آغاز کرده بودند، رومل روز ۱۸ مارس به برلین فراخوانده شد. روز ۱۹ مارس به جهت عملکردش در فرانسه برگ‌های بلوط به نشان صلیب شوالیه او افزوده گشت. روز ۲۰ و ۲۱ مارس به ارائه گزارشی در قرارگاه پیشوا پرداخت. او اذعان داشت که دشمن در حال عقب‌نشینی از برقه و ایجاد خط دفاعی در خط اجدابیا-بریقه است. رومل توصیه کرد هم‌اکنون وقت تهاجم است. در پاسخ به پرسش ارتشبد فرانتس هالدر، رئیس ستاد کل نیروی زمینی که او به چه چیزی برای این کار نیاز دارد، رومل پاسخ داد: «دو سپاه زرهی بیشتر» هالدر در این رابطه به او گفت: «اگر دو سپاه زرهی دیگر داشته باشی چگونه می‌خواهی تدارکات آن‌ها تأمین و تغذیه کنی؟» رومل به شکل طعنه‌آمیز پاسخ داد: «من هیچ اهمیتی نمی‌دهم، این کار شماست.» ضمن رد شدن طرح رومل و تأکید بر گسترش‌یابنده نبودن مأموریت او، به رومل دستور داده شد در کنار تضمین دفاع از منطقه طرابلس، آماده‌سازی‌های لازم برای پس گرفتن برقه را انجام دهد. او نمی‌بایست تا هنگام رسیدن لشکر پانزدهم زرهی حمله‌ای به سمت العقیله صورت می‌داد. شنود اطلاعاتی بریتانیا این فرمان را رهگیری کرد و با خیال پایبندی رومل به آن، به نیروهای خود در شمال آفریقا اطلاع داد. در این زمان رومل شمار قوای کمتری نسبت به دشمن داشت. این قوا شامل یک هنگ زرهی، دو گردان مسلسل، دو گردان شناسایی، سه آتشبار توپخانه و یک آتشبار ضدهوایی بود. با این حال رومل روز ۲۳ مارس به یک گردان شناسایی دستور داد العقیله را تصرف کند. پیش از آن که رومل به آفریقا بازگردد، نیروهایش العقیله را تصرف کردند. فرمان اکید رومل حفظ اتصال دائمی با بریتانیایی‌ها بود تا به آن‌ها اجازه هر گونه اقدامی برای بهم ریختن پیشروی آلمانی‌ها داده نشود. حضور نیروهای آلمانی در شمال آفریقا و پیروزی‌های اولیه رومل اثری بدی بر روحیه فرماندهان بریتانیایی که آوازه او تا حدودی برایشان وحشت‌آفرین شده بود، نهاد.
بر خلاف فرمان صریح مبنی بر عدم آغاز هیچ تهاجم عمده، رومل با هدف سلطه بر تمام برقه، حمله غافلگیرانه موفقیت‌آمیزی علیه مواضع بریتانیایی‌ها در بریقه صورت داد تا با تصرف درنه و بنغازی، خود را به دروازه‌های طبرق برساند. در این هنگام در نامه‌ای به همسرش نوشت: «من ریسک زیر پا گذاشتن تمامی فرامین و دستورالعمل‌ها را به جان می‌خرم چرا که فرصت مطلوب به نظر می‌رسد.» نیروهای او روز ۲ آوریل بر اجدابیا سلطه یافتند. رومل که می‌خواست رزم را از نزدیک زیر نظر داشته باشد، شخصاً در صحنه حاضر شد تا به نیروهایش تبریک بگوید. با استفاده از تانک‌های ساختگی توسط رومل جهت فریب دشمن، بریتانیایی‌ها در حال عقب‌نشینی پر عجله، به اشتباه تصور می‌کردند نیروهای بسیار قدرتمندی در حال تعقیب آن‌ها هستند. رومل می‌پنداشت بریتانیایی‌ها از طریق مسیر اصلی بزرگراه ساحلی لیبی از جانب شمالیِ برآمدگی برقه عقب‌نشینی خواهند کرد؛ از این رو پیشروی سریع از درون صحرا از طریق مسوس و مخیلی به سمت درنه او را پشت سر دشمن به شرق برقه خواهد رساند و اتصال آن به پایگاه‌هایش را قطع خواهد کرد. با مطرح شدن این برنامه توسط رومل برای ستادش و ایتالیایی‌ها، بیشتر آن‌ها از قصد او برای گذر از میانه این صحرای بی‌آب‌وعلف با نیرویی با تجربه محدود رزم در این شرایط، وحشت‌زده شدند. ایتالیایی‌ها چنین عملیاتی را غیرممکن می‌دیدند. رومل دستور به صورت گرفتن تمهیدات گسترده‌ای برای تأمین آب و سوخت این حرکت داد. او تمامی کامیون‌ها را تخلیه و هر یک را با دو راننده برای آوردن مهمات، جیره و سوخت برای خط مقدم ارسال کرد. تا هنگامی که این کامیون‌ها مسیر ۱۰۰۰ کیلومتری تا طرابلس بروند و بازگردند، نیروهای رومل حوالی اجدابیا غیر متحرک بودند. برای این عملیات گذر از صحرا تنها سوخت مورد نیاز ۶ روز و آب و غدای مورد نیاز ۵ روز در اختیار نیروهای عمل‌کننده قرار گرفت. تمامی این گروه نیروها می‌بایست به صورت کاملاً خودکفا عمل می‌کردند. رومل یک لشکر ایتالیایی را مأمور کرد بریتانیایی‌ها را در طول بزرگراه ساحلی دنبال و با ایجاد درگیری، عقب‌نشینی آن‌ها را کُند کند. طبق این برنامه، رومل از روز ۴ آوریل با بخشی از نیروهایش پیشروی به سمت درنه در فاصله ۴۵۰ کیلومتری شمال شرقی اجدابیا از درون صحرا را آغاز کرد. در برخی نقاط درون صحرا دمای هوا به ۵۰ درجه سانتی‌گراد می‌رسید. رومل خود با هواگرد فیزلر اشتورش این گروه را تعقیب می‌کرد و گاهی از آن‌ها جلو می‌افتاد. در یک مورد نقل شده است که رومل با مشاهده یک یگان که بدون هیچ دلیل ظاهری متوقف شده بود، در تماس رادیویی با فرمانده آن یگان گفت اگر یگان پیشروی را از سر نگیرد خود او فرود خواهد آمد تا فرماندهی آن را در دست بگیرد. در همین حال، پس از تخلیه بنغازی توسط بریتانیایی‌ها، نیروهای رومل روز ۴ آوریل بدون هیچ نبردی آن را تصرف نمودند. رومل همان روز خود را به این شهر رساند و هدف بعدی را قلعه بنینا در ۱۵ کیلومتری شرق بنغازی اعلام کرد که صبح روز بعد تسخیر شد. حرکت نیرویی که به سمت درنه می‌رفت موجب غافلگیری بریتانیایی‌ها و اسارت حدود ۶۵۰ تن از آن‌ها از جمله ژنرال فیلیپ نیم، فرماندار نظامی برقه به دست نیروهای رومل پیش از رسیدن آن‌ها به درنه، شد. بسیاری از غافلگیری‌های رومل مرهون فعالیت اطلاعات نظامی ایتالیایی‌ها بود. نیروهای رومل روز ۶ آوریل به درنه رسیدند اما نتوانستند با یک حمله غافلگیرکننده آن را تصرف نمایند. با رسیدن نیروهای بیشتر، در یکی از بزرگ‌ترین موفق‌های آلمان در شمال آفریقا، شهر تا صبح روز بعد توسط قوای رومل تسخیر شد. در طی این نبرد در مجموع ۴ ژنرال بریتانیایی به اسارت درآمدند. رومل ساعت ۶ عصر وارد درنه شد. این پیروزی‌های پر سرعت رومل در بهار سال ۱۹۴۱ تنها در عرض ۱۲ روز در حالی به دست می‌آمد که میزان نسبتاً ناچیزی پشتیبانی هوایی به یگان او تعلق می‌گرفت و نیمی از نیروهای او (لشکر پانزدهم زرهی) هنوز به منطقه نرسیده بودند.

گذرگاه حلفایا و نواحی اطراف آن

رومل که فرصت را برای حرکت به سمت طبرق بدون اتلاف وقت مناسب می‌دید، به نیروهایش فرمان به پیشروی به سمت شرق در جهت تمیمی در ۷۰ کیلومتری جنوب شرقی درنه، داد که تا صبح روز بعد دستیابی به آن محقق شد. رومل همچنان نیروهای جلودار خود را همراهی می‌کرد. او قصد داشت طبرق را به شکل برق‌آسایی با تانک‌های خود از سمت جنوب و جنوب شرقی و دو لشکر ایتالیایی از غرب تصرف کند اما تلاش دو روزه جهت دستیابی به این بندر راهبردی تا روز ۱۱ آوریل در مقابل مقاومت شدید نیروهای استرالیایی، با دادن تلفات سنگین به نتیجه‌ای نرسید. شدت مقاومت دشمن در طبرق این بار خود رومل را که انتظار داشت با عناصری سردرگم و آشفته برخورد کند، غافلگیر کرد. او قابلیت‌های نیروهای خود را دست بالا و توانایی‌های دشمنش را دست کم گرفته بود. با وجود سرعت بالای پیشروی تا بدان لحظه، به هر صورت، نیروهای رومل از تجربه و آموزش لازم برای نبرد در صحرا برخوردار نبودند. رومل تهاجم را چند روز متوقف کرد تا مابقی نیروهایش فرا برسند. در این هنگام در انتقاد از ادواتی که نیروهای ایتالیایی در این درگیری‌ها استفاده می‌کردند نوشت: «مو به تن آدم سیخ می‌شود وقتی می‌بیند دوچه (موسولینی) نیروهایش را با چه تجهیزاتی روانه نبرد کرده است.» با وجود ناکامی اولیه، رومل مصمم بود طبرق را بگیرد. این نقطه در دست دشمن امکان استفاده از ۵۰ کیلومتر از بزرگراه ساحلی را که اهمیت حیاتی در زمینه تدارکات‌رسانی برای ادامه عملیات به سمت شرق داشت، از او می‌گرفت. ضمن حملات پیاپی از روز ۱۴ آوریل به شهر، رومل بخشی از نیروهایش را به شرق طبرق فرستاد تا در مجاورت مرز مصر اجازه کمک‌رسانی به دشمنان در محاصره درون شهر را ندهد. او روز ۲۴ آوریل از این نیروها خواست یک «دفاع تهاجمی» را به انجام برسانند. بدین ترتیب گذرگاه راهبردی حلفایا در چند کیلومتری درون خاک مصر روز ۲۸ آوریل تصرف شد. چند تهاجم دیگر از اواخر این ماه تا ۲ مه برای عقب راندن دشمن از طبرق به شکل پر خسارتی نیز ثمر بخش نبود. در نهایت در پیامی که از جانب فرماندهی عالی نیروی زمینی توسط سرلشکر فریدریش پائولوس همین روز به رومل رسید، از او خواسته شد اهمیت بیشتری بر حفظ برقه و شهر السلوم در مرز مصر، نسبت به طبرق و حوالی آن بدهد. با این حال، رومل، به جای به تأخیر انداختن هر چه بیشتر پیشروی، در نهایت تصمیم به گذر از این شهر و ادامه پیشروی به سمت شرق گرفت. او خواهان دریافت تعداد بیشتری لشکر ایتالیایی بود تا با قرار دادن آن‌ها حول طبرق نیروهای آلمانی جهت ادامه تهاجم آزاد شوند. گاریبولدی یک لشکر موتوریزه برای او ارسال کرد و وعده یگان‌های دیگری را نیز داد. با رسیدن لشکر پانزدهم زرهی و سپرده شدن بیشتر حلقه محاصره به ایتالیایی‌ها، نیروهای رومل تا روز ۱۲ مه بیش از ۵۰ کیلومتر درون خاک مصر پیشروی کردند. بریتانیایی‌ها با استفاده از فرصت باقی گذاشته شدن تنها یک گروهان پیاده‌نظام و یک آتشبار توپخانه در گذرگاه حلفایا، با اجرای حمله در روز ۱۵ مه (عملیات برِویتی) آن را از رومل پس گرفتند. اجرای ضد حمله توسط رومل در همان روز نتوانست بریتانیایی‌ها را از این موضع عقب براند. رومل از روز ۲۶ مه اقدام دیگری برای بازپس‌گیری گذرگاه حلفایا تحت عنوان عملیات اسکورپیون صورت داد. حمله اولیه موفقیت‌آمیز نبود تا رومل صبح روز بعد نیروهای ذخیره عملیات را نیز وارد میدان نماید و در نهایت با استفاده از توپ‌های ضد تانک علیه مواضع مسلسل و توپخانه دشمن، بریتانیایی‌ها را بار دیگر از گذرگاه حلفایا بیرون کند.
در این زمان نیروهای رومل گرفتار مشکلات شدید تدارکاتی بودند و نمی‌توانستند پیشروی به سمت مصر را ادامه دهند. رومل می‌پنداشت دشمن در آستانه یک تهاجم جدید است. از این رو شروع به تقویت مواضع دفاعی خود در خطی در حدود گذرگاه حلفایا کرد. در همین مدت مهندسان ایتالیایی شروع به احداث یک جاده نسبتاً خوب حول طبرق برای راحت‌تر کردن دور زدن آن نمودند. روز ۱۵ ژوئن نیروهای رومل ضد حمله دشمن در جریان عملیات بَتِل‌اَکس را دفع و با از دست دادن تنها ۱۲ تانک، بیش از ۲۰۰ تانک طرف مقابل را منهدم نمودند. شنود الکترونیک با مطلع کردن رومل از زمان دقیق آغاز عملیات و مقاصد بریتانیایی‌ها، کمک بزرگی در شیوه واکنش او داشت. این نخستین پیروزی ورماخت در یک نبرد بزرگ دفاعی در طول جنگ بود. رومل جهت بهره‌گیری از مزیت شرایط و در دست گرفتن ابتکار عمل، تقریباً بلافاصله تهاجم خود به سمت شرق را با جلوداری هنگ ۵ زرهی از سر گرفت و دستور به تعقیب و انهدام دشمنِ در حال عقب‌نشینی داد. به هر صورت این حرکت با برخورد به مقاومت شدید بریتانیایی‌ها، پس از درگیری‌های پراکنده در نقاط مختلف منطقه صحرایی، دست‌آورد قابل توجهی نداشت. حضور بریتانیایی‌ها در طبرق امکان صورت دادن یک تهاجم مؤثر به مصر را از رومل گرفته بود. نیروی دریایی بریتانیا با تحمل خسارت فراوان، با رساندن تدارکات پایداری مدافعان طبرق را پشتیبانی می‌نمود. با توجه به قلت نیروهای به کار گرفته شده توسط رومل، حلقه حول طبرق تنها در نام یک «محاصره» بود. فقط یک لشکر استرالیایی، یک تیپ هندی و تعداد اندکی تانک درون شهر حضور داشتند.
رومل روز ۱ ژوئیه به درجه سپهبدی (ژنرال نیروهای زرهی) نائل آمد. رومل ۳ ژوئیه به همسرش نوشت خبر این ترفیع را از رادیو شنیده اما هنوز به او اعلام رسمی نشده است. روز ۱ اوت با اختصاص یافتن لشکر سومی تحت عنوان «لشکر ویژه آفریقا» به او، رومل به فرماندهی یگان جدیدی با عنوان «گروه زرهی آفریقا» که آفریکاکور بخشی از آن به حساب می‌آمد، منصوب گشت. از این گروه زرهی متشکل از دو لشکر زرهی آلمانی و چهار لشکر پیاده‌نظام و دو لشکر زرهی ایتالیایی بود. بدین شکل در این زمان بیشتر نیروهای رومل همچنان پیاده‌نظام ایتالیایی بودند. پس از رومل، سرلشکر فردیناند شال و سرتیپ فیلیپ مولر-گبهارت به ترتیب مدت بسیار کوتاهی آفریکاکور را فرماندهی کردند تا این که سرلشکر لودویک کروول در این جایگاه قرار گرفت. در این زمان، با توجه به آغاز عملیات بارباروسا، تهاجم آلمان به شوروی، فرماندهی عالی آلمان قادر به ارسال نیروی کمکی یا مساعدت‌های دیگر به رومل نبود. رومل که برای مدتی همچنان امیدوار به دریافت تدارکات کافی بود، در نهایت مأیوس شدو روز ۲۷ اوت به آفریکاکور دستور داد به بئر الخریقات در جنوب گذرگاه حلفایا یورش ببرد و تدارکات انبار شده دشمن در آن را به غنیمت بگیرد یا نابود کند. او در ابتدای ماه سپتامبر انهدام نیروها دشمن در این ناحیه را نیز به این فرمان افزود. شب ۱۳ سپتامبر نیروهای زرهی رومل در جریان «عملیات زومرناخت‌تروام» (عملیات رؤیای شب تابستانی) شروع به اجرای فرمان کردند. آن‌ها به راحتی و با سرعت پیش رفتند و چندین تانک و خودروی زرهی دشمن را منهدم نمودند اما در نهایت ثمره چندانی حاصل ننموده به نقطه آغاز خود بازگشتند.

##### ضد حمله دشمن و عقب‌نشینی تا بریقه
ماه‌های اوت و سپتامبر منابع آلمان به شدت درگیر عملیات بارباروسا در جبهه شرقی بود و امکان آغاز حتی یک تهاجم محدود هم در شمال وجود نداشت. در طرف دیگر، بریتانیا نیز مشغول امنیت‌بخشی به سایر قسمت‌های خاورمیانه از جمله سوریه و عراق بود. از این رو برای مدتی بین طرفین درگیری عمده‌ای پدید نیامد. در نهایت، ماه اکتبر به رومل گزارش‌هایی واصل شد که تهاجم دشمن را قریب‌الوقوع می‌دانست. با این حال او با اتکا به اطلاعات یگان‌های شناسایی که نشان‌گر چنین مسئله‌ای نبودند، به آن‌ها توجه نمی‌کرد. در حقیقت بریتانیایی‌ها با استتار فوق‌العاده تمرکز نیروهای خود و انجام عملیات فریب، از لو رفتن عملیات پیش از آغاز آن جلوگیری می‌کردند. حتی در یک مورد اطلاعات به دست آمده از کل طرح حمله از یک اسیر متفقین نیز رومل را متقاعد نکرد. رومل خود روز ۴ اکتبر به فرماندهی عالی نیروی زمینی اطلاع داد قصد دارد نیمه نخست ماه نوامبر مجدداً به طبرق حمله کند. او روز ۲۶ اکتبر طرح حمله به طبرق را به نیروهایش ابلاغ نمود. تأکید اصلی طرح بر آفریکاکور از جنوب شهر بود. زمان تقریبی حمله ۱۵ تا ۲۰ نوامبر تعیین گردید. رومل روز ۱ نوامبر به رم پرواز کرد تا جزئیات طرح را با ایتالیایی‌ها به اشتراک بگذارد. فرماندهی عالی نیروی زمینی آلمان روز ۶ نوامبر اجرای این طرح را به «محض در دسترس بودن نیروی هوایی کافی» تأیید کرد. اختیار هماهنگی با سپاه ۱۰ هوایی لوفت‌وافه و راضی کردن ایتالیایی‌ها بر عهده رومل نهاده شد. بریتانیایی‌ها به شکل همزمان در حال آماده‌سازی جهت اجرای عملیات کروسِیدِر بودند. در همین جهت شب ۱۴ نوامبر تعدادی تکاور بریتانیایی به قصد اسیر کردن یا کشتن رومل به عنوان «مغز متفکر نیروهای دشمن»، به کمک دو زیردریایی در ساحل برقه پیاده شدند. بریتانیایی‌ها به اشتباه تصور می‌کردند رومل در قرارگاهی در بیضا است؛ درحالیکه او تنها برای مدتی در ماه اوت موقتاً در حین تشکیل قرارگاه گروه زرهی آفریقا، در آن محل مستقر بود و هم‌اکنون در مکان دیگری به سر می‌برد. در نتیجه حمله این تکاورها در شب ۱۶ نوامبر به ساختمان مورد نظر، با وجود کشته و زخمی شدن چند آلمانی دیگر، به هدف اصلی خود نرسید و به به‌اسارت درآمدن چند تن از آن‌ها منجر شد. رومل از اعدام این افراد جلوگیری کرد و یکی از آن‌ها را که در طی عملیات کشته شده بود، با احترام نظامی در کنار کشته‌های آلمانی به خاک سپرد.

با افتادن یک نسخه مکتوب از فرمان رومل جهت تهاجم به دست بریتانیایی‌ها، پیش از آن که طرح حمله او آغاز شود، عملیات کروسیدر بریتانیایی‌ها با ۱۰۰ هزار نفر نیرو و ۱۰۰۰ خودرو روز ۱۸ نوامبر آغاز شد. رومل با دریافت نخستین گزارش‌ها تصور می‌کرد این یک تنها عملیات شناسایی است. در این هنگام قرارگاه رومل در روستای کمبوت در ۵۰ کیلومتری شرق طبرق بود. درحالیکه بریتانیایی‌ها در روز نخست ۸۰ کیلومتر پیشروی کرده و در حال عقب راندن نیروهای جلودار رومل بودند، او تا صبح روز بعد هنوز به باور یک تهاجم تمام عیار توسط دشمن نرسید. سقوط پایگاه هوایی سیدی رزق رومل را متوجه جدی بودن مقاصد دشمن کرد. تنها روز سوم پس از انجام شناسایی هوایی بود که رومل با پذیرش مسئله، یک گروه رزمی زرهی از لشکر بیست‌ویکم زرهی (لشکر پنجم سبک سابق) را جهت شناسایی شرایط راهی خط مقدم کرد. در اولین برخورد با این گروه رزمی، بریتانیایی‌ها غافلگیر شدند و در مقابل تنها سه تانک منهدم‌شده آلمانی، بیش از ۲۰ تانک خود را از دست دادند. بیشتر نگرانی رومل از حفظ حلقه محاصره حول طبرق بود. تاکتیک‌های برتر قوای زرهی آلمان در این درگیری‌ها دست بالا را داشت. شب ۲۰ نوامبر رومل به آفریکاکور دستور داد به سرعت پشت سر نیروهایی از دشمن را که به سمت طبرق می‌روند، در بالحامد هدف قرار دهد. در همین حال نیروهای درون محاصره موفق شدند با دادن تلفات سنگین در دالانی به عرض ۶ کیلومتر مقداری به سمت بیرون پیشروی کنند اما تیپ زرهی بریتانیایی که قصد شکستن محاصره از بیرون را داشت در مواجهه با نیروهای رومل متوقف و تقریباً به‌طور کامل منهدم شد تا حلقه محاصره همچنان برقرار بماند. روز ۲۱ نوامبر رومل نیروهای زرهی خود را باز سازماندهی کرد و روز بعد شخصاً در میدان نبرد آن‌ها را هدایت نمود. رومل به دنبال انهدام تمامی نیروهای دشمن و قطع مسیر عقب‌نشینی آن‌ها به مصر بود. او تمامی نیروهای موتوریزه را از حلقه محاصره طبرق خارج کرد تا در ضد حمله علیه بریتانیایی‌ها استفاده کند. پس از نبردهای سنگین در نقاط مختلف و وارد آمدن تلفات و خسارات فراوان به هر دو طرف، در نهایت تلاش او برای به محاصره انداختن بریتانیایی‌ها موفقیت‌آمیز نبود. کمبود تعداد تانک رخنه در مواضع دشمن را برای رومل دشوار می‌کرد و مانع بزرگی در اجرای ضد حمله متحرک بود. با نزدیک شدن یک لشکر زلاندنویی به طبرق، نیروهای درون محاصره روز ۲۶ نوامبر تلاش دیگری برای شکستن محاصره را آغاز کردند. رومل که بر مناطق شرقی متمرکز شده بود و در اثر مشکل در ارتباطات رادیویی به درستی با قرارگاه خود اتصال و از موقعیت برخی یگان‌های خود اطلاع نداشت، به موقع متوجه خطر لشکر زلاندنویی که به آرامی از طریق بزرگراه ساحلی از جنوب شرقی به طبرق نزدیک می‌شد، نشد. نیروهای رومل که با مشکلات تدارکاتی جدی دست به گریبان بودند، قادر به حفظ حلقه محاصره حول طبرق نشدند. رومل روز ۳۰ نوامبر حمله‌ای با تمامی نیروهای در دسترس علیه زلاندنویی‌ها اجرا کرد. تا روز بعد لشکر زلاندنویی به محاصره افتاد و به دو قسمت تقسیم شد اما تا شب هنگام با دادن هزار نفر تلفات خود را از حلقه نیروهای رومل بیرون کشید. رومل محاصره طبرق را دست کم موقتاً مجددا برقرار کرد و به نظر می‌رسید پیروز این نبرد شده است. رومل روز ۲ دسامبر در یک پیام رادیویی به قرارگاه پیشوا گزارش کرد:
در نبردهای سنگین بی‌وقفه از ۱۸ نوامبر تا ۱ دسامبر ۸۱۴ تانک و خودروی زرهی دشمن منهدم شدند و ۱۲۷ هواگرد آن ساقط گشتند. … شمار اسرا از ۹۰۰۰ نفر، از جمله ۳ ژنرال، فرا تر است.
 خسارات وارد شده به او در همین مدت شامل تنها ۱۴۲ تانک و از دست رفتن حدود ۴ هزار تن از نیرو می‌شد. به هر صورت پس از این درگیری‌ها برای آفریکاکور تنها ۸۰ تانک عملیاتی باقی ماند و تدارکات آن تقریباً تمام شد. با این حال، بریتانیایی‌ها با سازمان مجدد و وارد کردن قوای ذخیره خود به میدان، روز ۴ دسامبر مجدداً به مواضع رومل حمله بردند و تا شب هنگام خود را به سه کیلومتری اتصال به نیروهای درون طبرق رساندند. همان شب رومل نیروهای خود را از شرق طبرق عقب کشید. این حرکت رسماً به محاصره طبرق پس از ۲۴۲ روز پایان داد. رومل روزهای ۶ و ۷ دسامبر در آخرین اقدام حمله‌ای صورت داد تا دشمن را پس بزند اما در نهایت موفق نشد. پس از این حملات ناموفق تعداد تانک‌های عملیاتی رومل و متحدان ایتالیایی او به تنها ۲۶ تانک رسید. همان روز با حمله امپراتوری ژاپن به پرل هاربر، ایالات متحده در جانب بریتانیا، کاملاً وارد جنگ شد.
در ادامه با اتمام تدارکات نیروهایش، رومل به‌ناچار وادار به گرفتن حالت تدافعی و عقب‌نشینی تدریجی به سمت غرب شد. در این زمان، با توجه به نیاز سایر جبهه‌ها مخصوصاً جبهه شرقی و عقیده فرماندهی عالی آلمان مبنی بر فرعی بودن موضوع جبهه آفریقا، آلمانی‌ها قادر به تولید تجهیزات کافی جهت حفظ رومل در شرایط رقابتی در مقابل بریتانیایی‌ها نبودند و ایتالیایی‌ها هم نمی‌توانستند مسیرهای تدارکاتی از مدیترانه به شمال آفریقا را به خوبی باز نگاه دارند.
با وجود اعتراض ایتالیایی‌ها، رومل روز ۱۶ دسامبر تحت فشار دشمن تصمیم به رها کردن خط الغزاله و عقب‌نشینی بیشتر به سمت غرب گرفت چرا که نمی‌خواست گروه زرهی خود را «فدا» کند. رومل می‌پنداشت اگر سعی به مقاومت در ناحیه درنه در شمال برآمدگی بریقه کند ممکن است با حمله بریتانیایی‌ها از جنوب به محاصره بیفتد. رومل با آگاهی از شرایط نیروهایش، به آن‌ها دستور داد در حین عقب‌نشینی از درگیر شدن با دشمن اجتناب کنند. او تصور می‌کرد اگر بایستد و بجنگد به اندازه‌ای تضعیف خواهد شد که دیگر نخواهد توانست از منطقه طرابلس نیز دفاع نماید. بدین شکل عملیات کروسیدر به نخستین پیروزی بریتانیایی‌ها بر رومل بدل شد. نیروهای رومل با فاصله اندکی از دشمن در حال تعقیب، تا روز ۲۵ دسامبر به اجدابیا در جنوب بنغازی رسیدند. در جریان درگیری‌های چند روزه در این نقطه بیش از ۱۳۰ تانک دشمن در مقابل تعداد بسیار کمتری از تانک‌های رومل، منهدم شدند. با عقب‌نشینی موقت بریتانیایی‌ها به سمت شمال شرقی، رومل فرصت یافت یگان خود به شکل منظمی تا بریقه منتقل کند. نیروهای او تا روز ۷ ژانویه سال ۱۹۴۲ در مواضع آماده خط دفاعی کوتاه‌تر بین مردة و بریقه مستقر شدند؛ دقیقاً همان جایی که ۹ ماه پیش تهاجم خود را آغاز کرده بودند. رومل در این نبردها مجموعاً ۳۸۲۰۰ نفر از جمله سه تن فرماندهان لشکرهای خود، یعنی ۳۲ درصد توان اولیه، را از دست داد که بیشتر آن‌ها پیاده‌نظام ایتالیایی بودند. بخشی از نیروهای رومل که در نواحی السلوم، بردیا و گذرگاه حلفایا در مرز مصر پشت سر گذاشته شدند، نیز پس از مدتی مقاومت، تسلیم دشمن گشتند.

##### تهاجم دوم و تصرف طبرق

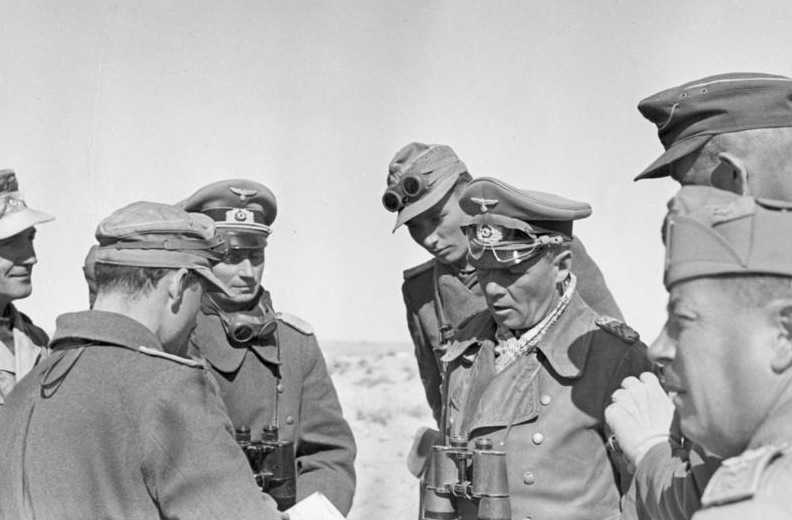
در کنار نیروهای ایتالیایی و لشکر زرهی، حوالی العقیله، ۱۲ ژانویه ۱۹۴۲

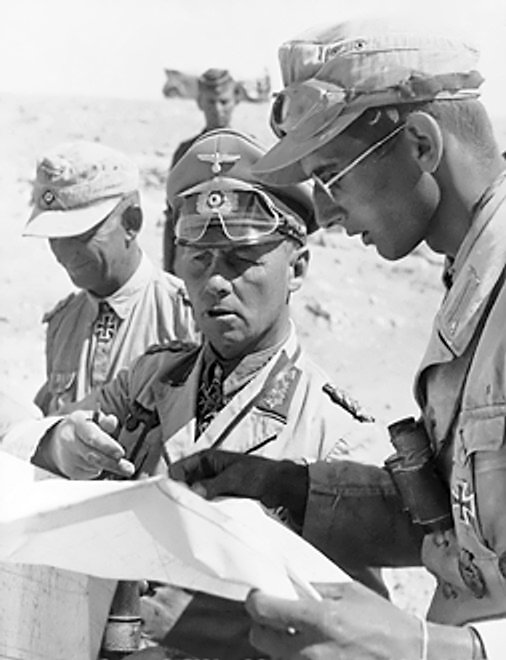
در کنار سرهنگ ادوارد کرازِمان، فرمانده هنگ ۳۳ توپخانه، بهار ۱۹۴۲

روز ۲۰ ژانویه سال ۱۹۴۲ شمشیرها به صلیب شوالیه رومل افزوده شد و مدتی بعد به درجه ارتشبدی نائل آمد. رومل ششمین نفری بود که شمشیرهای صلیب شوالیه را دریافت می‌کرد. در همین هنگام سطح فرماندهی او به ارتش زرهی ارتقا یافت؛ درحالیکه نیروهای آلمانی در اختیار تنها اندکی بیش از یک سپاه تقویت شده بود. توانایی آلمانی‌ها در انتقال منابع به شمال آفریقا بعد از تثبیت جبهه شرقی و تغییر مسیر منابع بریتانیا برای مقابله با تهدید نیروهای ژاپنی در اقیانوس آرام، سبب شد روزهای ۵ و ۱۹ ژانویه کاروان‌های بزرگی از اقلام تدارکاتی از جمله ۱۶۰ تانک به دست رومل برسد. فرماندهان ارشد بریتانیایی تصور می‌کردند عملیات کروسیدر آغازی بر پایان رومل است و در حال آماده‌سازی جهت تهاجم نهایی به طرابلس بودند. رومل که می‌پنداشت سرویس اطلاعاتی بریتانیا در فرماندهی عالی ایتالیا نفوذ کرده است، به آن اعلام کرد قصد رها کردن خط بریقه را دارد. این خبر در عرض چند ساعت به اطلاع فرماندهی نیروهای بریتانیایی در شمال آفریقا رسید. شناسایی هوایی بریتانیا نیز خبر از آماده‌سازی رومل برای عقب‌نشینی می‌داد. در این حال رومل با استتار و بهره‌گیری از پوشش شب و طوفان شن در تمهید تهاجم بود. رومل روز ۱۷ ژانویه به همسرش نوشت: «پر از طرح‌هایی هستم که جرئت نمی‌کنم به کسی بگویم. فکر خواهند کرد دیوانه‌ام؛ اما نیستم؛ تنها مقداری دور بین‌تر از آن‌ها هستم.» نیروهای رومل با آغاز تهاجم از شب ۲۱ ژانویه، با یک پیشروی غافلگیر کننده بندر بنغازی را روز ۳۰ ژانویه پس گرفتند. این تهاجم رومل علاوه بر بریتانیایی‌ها، فرماندهی عالی آلمان و ایتالیا را نیز شگفت‌زده کرد چرا که او از پیش آن‌ها را از قصد خود مطلع نکرده بود. بریتانیایی‌ها در جریان آماده‌سازی تهاجم خود، مقادیر زیادی از تجهیزات و تدارکات خود را در نواحی نزدیک خط مقدم تمرکز کرده بودند. بدین ترتیب، علاوه بر ۱۳۰۰ کامیون و مقادیر زیادیی سوخت و غذایی که در بنغازی به دست آمد، غافلگیری بریتانیایی‌ها موجب افتادن انبار تدارکاتی اصلی آن‌ها در مسوس در ۲۵ ژانویه به دست رومل شد و به غنیمت درآمدن ۶۰۰ کامیون، ۱۳۰ توپ و ۲۸۰ خودروی زرهی رزمی را برای او به ارمغان آورد رومل در عرض ۱۷ روز هر آنچه را که در جریان عقب‌نشینی از دست داده بود باز پس ستاند. بریتانیایی‌ها تنها در عرض ۵ روز آغازین ضد حمله رومل ۳۰۰ تانک خود را از دست داند. رومل خسارات و تلفات خود را سه تانک و ۱۴ نفر گزارش کرد. رومل در این هنگام در نامه‌ای به پسرش نوشت: «ورق با انتقام بازگردانده شد. ما بریتانیایی‌ها را با موهای کوتاه گرفتار کرده‌ایم و من قصد دارم موهایشان را از ریشه بکنم.» نیروهای رومل روز ۶ فوریه با رسیدن به مواضع دفاعی بریتانیایی‌ها در الغزاله، پیشروی را متوقف کردند. در جریان این روزها رومل از تمامی آرایش‌های خط مقدم خود بازدید کرد. رومل روز ۱۵ فوریه به رم و راستنبرگ رفت و گزارشی‌هایی به موسولینی و هیتلر ارائه نمود. رومل خواهان دریافت نیروهای بیشتر در قالب شش لشکر موتوریزه از جمله سه لشکر زرهی برای «بیرون کردن دشمن از قاره آفریقا» بود. او همچنین متقاضی از بین بردن خطر جزیره مالت بر سر مسیر تدارکاتی شمال آفریقا شد اما هیچ پاسخی از هیتلر که تمام توجه خود را صرف جبهه شرقی کرده بود، بابت هر دو خواسته خود دریافت نکرد. رومل مجدداً به رم رفت تا از طریق موسولینی خواسته‌اش در ارتباط با مالت را عملی کند که در نهایت موفق نشد. ماه‌های بعدی صرف استراحت، آموزش و آماده‌سازی جهت تهاجم‌های پیشرو در فصل تابستان شد. در این ماه‌ها با سرکوب مالت توسط لوفت‌وافه و امنیت بیشتر در مدیترانه برای آلمانی‌ها، سطح بی‌سابقه‌ای از تدارکات به دست رومل رسید.

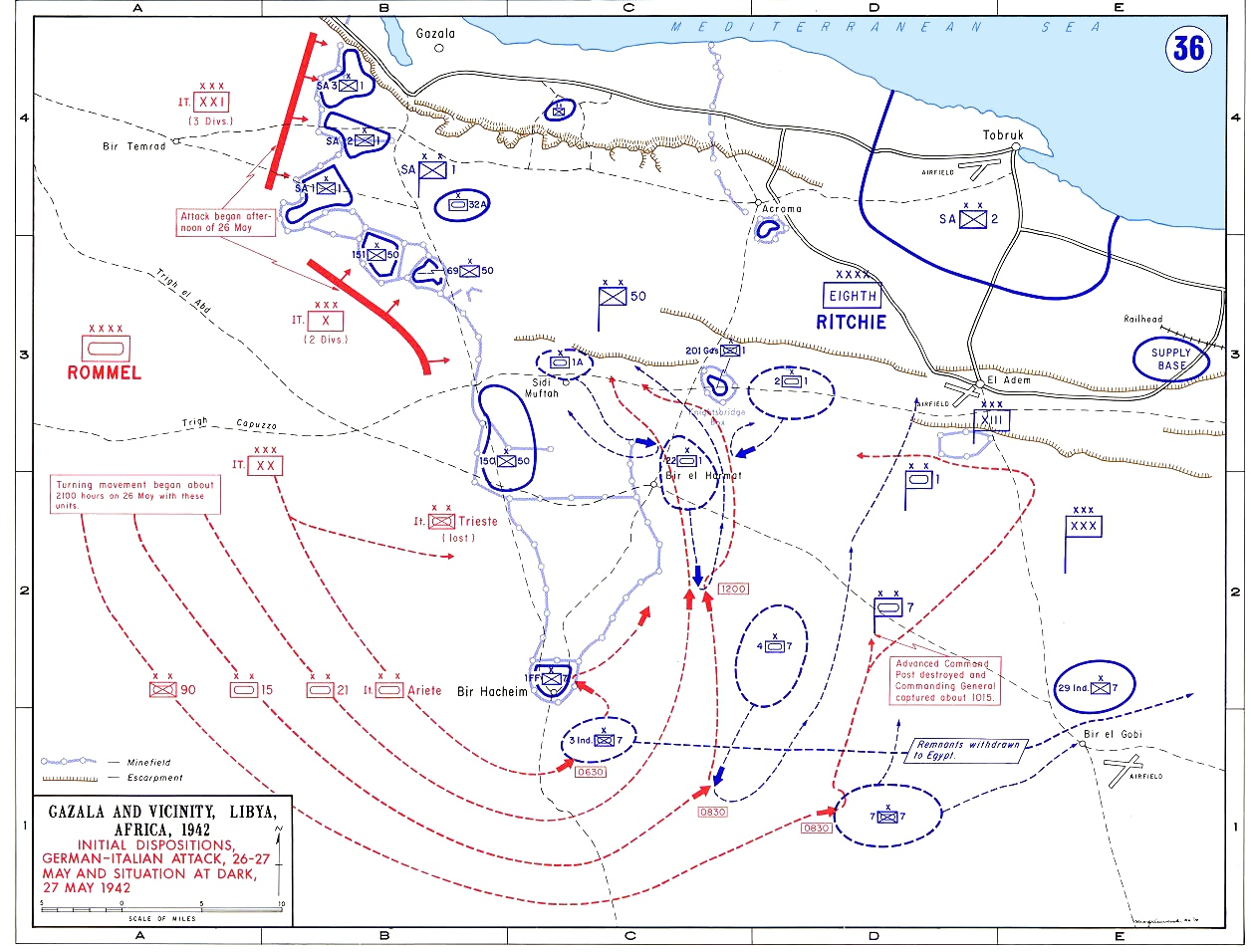
اقدام رومل برای دور زدن خط الغزاله

رومل که می‌دانست دشمن هنوز شکست نخورده و به زودی یورش دیگری به سمت او صورت خواهد داد، این بار با مجوز فرماندهی عالی، روز ۲۶ مه دست به حمله پیش‌دستانه‌ای (عملیات تِیزیوس) به خط الغزاله زد. رومل به دنبال یک نبرد تعیین‌کننده و «انهدام بریتانیایی‌ها در مارماریکا» بود. او می‌دانست شرایط جنگ در سایر جبهه‌ها به گونه‌ای است که شاید فرصت دیگری نیابد. بریتانیایی‌ها از که میانه ماه مه متوجه قصد رومل برای تهاجم شده بودند، پیش از این مواضع دفاعی بسیار قدرتمندی از ساحل دریای مدیترانه تا بئر حکیم در خطی به طول ۶۰ کیلومتر موسوم به «خط الغزاله»، احداث و منطقه را در مقیاسی بی‌سابقه با بیش از یک میلیون مین مین‌گذاری کرده بودند. بریتانیایی‌ها دارای برتری عددی ۲ به ۱ در مقابل رومل بودند و در مقابل ۵۶۰ تانک نیروهای محور، ۹۰۰ تانک از جمله تانک‌های جدید ام۳ گرانت داشتند. رومل سعی کرد با فریب دشمن با یک حمله ایذایی در قسمت شمالی، مواضع دفاعی بریتانیایی‌ها را به شکل شبانه از درون صحرای شناسایی‌نشده دور بزند. به هر صورت با برخورد به قوای پر شمار زرهی دشمن و طولانی شدن خطوط تدارکاتی، محاصره نیروهای خط الغزاله محقق نشد و حتی آفریکاکور خود مدتی به محاصره افتاد. رومل خود به سختی از اسارت گریخت. عمده دلیل عدم موفقیت طرح رومل دست کم گرفته شدن توان عددی نیروهای زرهی بریتانیایی توسط او بود. رومل روزهای بعدی را صرف تحکیم مواضع و حل مسئله تدارکات کرد. او توانست یک مسیر تدارکاتی از بین میدان‌های مین دشمن در خط الغزاله باز کند. رومل شب ۲۸ مه شخصاً کاروان تدارکات برای لشکرهای زرهی را هدایت کرد. بریتانیایی‌ها که تصور می‌کردند رومل به انتهای توان خود رسیده است، روز ۵ ژوئن ضد حمله‌ای علیه او ترتیب دادند (عملیات آبردین) اما با ممارست نیروهای آلمانی که به تازگی تدارکات دریافت کرده بودند، به جایی نرسیدند و با تحمل خسارات و تلفات سنگین به سمت شرق عقب نشستند. در این میانه گردانی از نیروهای یهودی دشمن در ناحیه بئر حکیم به محاصره نیروهای رومل افتادند و بسیاری از آن‌ها به اسارت درآمدند. رومل با نادیده گرفتن دستور فرماندهی عالی آلمان در اعدام این اسرا، آن‌ها را به ایتالیایی‌ها تحویل داد تا همانند اسرای معمولی با آن‌ها رفتار شود. به هر صورت رومل از این که به خواست موسولینی می‌بایست تمامی اسرا در شمال آفریقا را به ایتالیایی‌ها تحویل می‌داد، نیز چندان راضی نبود. در جریان نبردهای شمال آفریقا هر دو طرف گونه‌ای از «جوانمردی» را به نمایش می‌گذاشتند. جنگ در این جبهه هیچ‌گاه به سطحی از خشونت که در جبهه شرقی مشاهده می‌شد، نرسید. گفته می‌شود رومل نبردگاه شمال آفریقا را «جنگِ بدون نفرت» توصیف کرده است. نیروهای او هیچگاه متهم به جنایات جنگی نشدند.
رومل با پس گرفتن ابتکار عمل روز ۹ ژوئن ضمن سازمان‌دهی مجدد، تهاجم با نیروهای زرهی به سمت شمال شرقی را ادامه داد و با پاکسازی نقاط مقاومت دشمن یکی پس از دیگری، تا روز ۱۱ ژوئن به العدم در ۲۵ کیلومتری جنوب طبرق رسید. او با خودروی فرماندهی سرنیزه زرهی را دنبال می‌کرد. با نزدیک شدن رومل به دریا آخرین عناصر دشمن نیز روز ۱۴ ژوئن خط الغزاله را رها کردند و به سمت طبرق عقب‌نشینی نمودند. مقاومت تانک‌های دشمن حرکت رومل به سمت شمال را به تأخیر انداخت تا فرصت کافی برای خروج آخرین عناصر آن از ناحیه الغزاله فراهم آید. نیروهای جلودار رومل صبح روز ۱۵ ژوئن به ساحل دریای مدیترانه رسیدند. روز ۱۷ ژوئن آخرین آرایش زرهی بریتانیایی که می‌توانست در مقابل رومل ایستادگی کند، با قاطعیت شکست داده شد و ۹۰ تانک آن از بین رفت. طرح رومل برای سلطه بر طبرق بر مبنای تجربیات تلاش ناموفق او در سال گذشته بود. او سعی کرد با تظاهر به تعقیب بریتانیایی‌ها با نیروهای متحرک به داخل مصر، آن‌ها را فریب دهد و به یک‌باره دو بزند و از جنوب شرقی به طبرق حمله کند. از این رو دو لشکر زرهی آلمانی و یک لشکر ایتالیایی برای مدتی دشمن را به سمت شرق تعقیب نمودند. با صورت گرفتن یک حمله ایذایی توسط ایتالیایی‌ها از سمت غرب، تهاجم اصلی رومل از روز ۱۹ ژوئن از جانب جنوب شرقی با پشتیبانی گسترده هوایی اشتوکاهای لوفت‌وافه، علیه طبرق آغاز شد. او توانست، در قله موفقیت‌های خود، طبرق را روز ۲۱ ژوئن از نیروهای آفریقای جنوبی تصرف کند. در جریان این نبردها حدود ۴۵ هزار نفر از نیروهای دشمن از جمله ۵ ژنرال به اسارت درآمدند و نزدیک ۱۰۰۰ تانک آن‌ها منهدم یا به غنیمت گرفته شد. حدود ۲ هزار خودرو و ۱۴ هزار تن سوخت نیز به دست رومل افتاد. به هر حال، موفقیت‌های رومل به قیمت گزافی مخصوصاً در ادوات زرهی و خون نیروهای ایتالیایی حاصل شد. هیتلر جهت قدردانی، رومل را روز ۲۲ ژوئن به درجه فیلدمارشالی ترفیع داد. او در این هنگام در سن ۴۹ سالگی جوان‌ترین فیلدمارشال نیروی زمینی آلمان به حساب می‌آمد. رومل همان روز در نامه‌ای به همسرش نوشت: «هیتلر مرا فیلدمارشال کرد. بسیار بیشتر ترجیح می‌دادم او یک لشکر دیگر به من می‌داد.

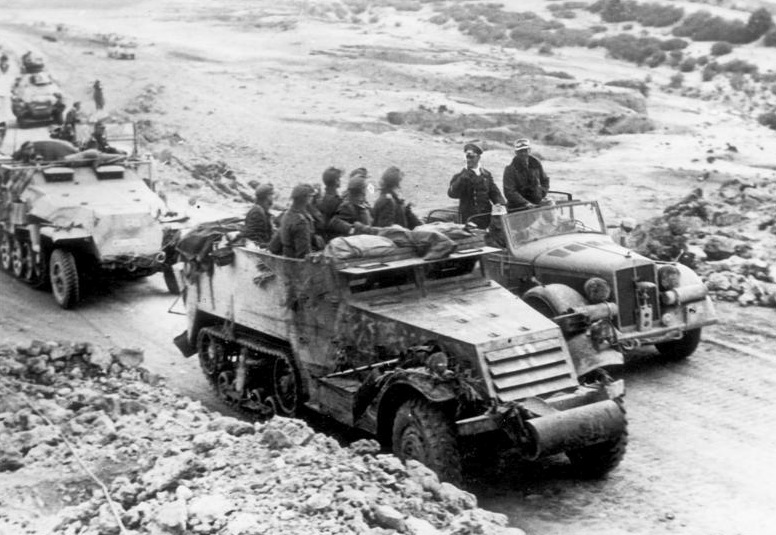
در کنار سرهنگ فریتس بایرلاین، تونس

##### نبرد العلمین و علم حلفا
در این زمان دستورالعمل فرماندهی عالی نیروی زمینی آلمان و فرماندهی عالی ایتالیا برای رومل توقف در مرز مصر و گرفتن حالت دفاعی در خط بین السلوم و سیدی عمر بود. در این موقعیت او می‌بایست منتظر اجرای عملیات مشترک هوابرد آلمان و ایتالیا علیه مالت می‌شد. سپس با خطوط تدارکاتی امن که امکان ارسال مستمر نفرات و تجهیزات را فراهم می‌آورد، رومل می‌توانست تهاجم به مصر را صورت دهد. متعاقباً، ارتشبد اتوره باستیکو، فرمانده کل نیروهای محور در شمال آفریقا، بر مبنای چنین فرامین بالا دستی، خواهان توقف پیشروی بود اما رومل با اتکا به تدارکات غنیمت گرفته‌شده ادامه حرکت را ممکن می‌دید. رومل تصور می‌کرد خواهد توانست در عرض تنها ۱۰ روز به قاهره برسد. او باستیکو را دعوت به صرف نهار با او در قاهره کرد. کاوالرو، باستیکو و موسولینی در نهایت به طرح خوش‌بینانه رومل باور یافتند. با این حال، کسلرینگ همچنان، با تأکید بر مالت، معترض طرح رومل بود. او معتقد بود حتی اگر رومل قاهره را تصرف کند، متفقین او را از سوریه و یمن مورد ضد حمله قرار خواهند داد. سر آخر، هیتلر با ارسال پیامی کسلرینگ را از دخالت در طرح رومل بازداشت. گفته می‌شود هیتلر که در جبهه شرقی نتوانسته بود از شمال بر قفقاز دست یابد، می‌خواست همینک بدین شکل به کمک رومل، از جنوب از طریق خاورمیانه به آن برسد.
رومل به کمک اسناد به دست آمده متوجه شد دشمن قصد دفاع در ناحیه مرسی مطروح را دارد. او که نمی‌خواست چنین فرصتی به آن بدهد دستور به تعقیب بلافاصله داد. او بدین شکل طرح آلمانی‌ها در تسخیر مالت پیش از حرکت به سمت مصر را رها کرد. رومل بعداً در این باره نوشت: «من می‌دانستم سقوط طبرق و فرو پاشیدن ارتش هشتم [بریتانیا] لحظه‌ای در جنگ آفریقا بود که راه به سمت اسکندریه باز و تقریباً بدون دفاع بود. ستادم و من باید احمق می‌بودیم که به صورت همه‌جانبه از این فرصت استفاده نمی‌کردیم.» در این هنگام طول خط تدارکاتی رومل به ۱۵۰۰ کیلومتر رسیده و تنها ۶۰ تانک عملیاتی از جمله ۱۵ پنزر ۲، برای او باقی مانده بود. بریتانیایی‌ها هنگام عقب‌نشینی اقدامات بسیار اندکی جهت کند کردن سرعت پیشروی رومل صورت دادند و از این جهت فرصت کمی برای گردآوری نیروی متحرک یافتند. رومل روز ۲۱ ژوئن از مرز مصر عبور کرد و روز ۲۶ ژوئن یورشی به مرسی مطروح در ۲۰۰ کیلومتری عمق خاک مصر صورت داد و پس از سه روز نبرد، با شکست چهار لشکر بریتانیایی بر آن مسلط شد تا بریتانیایی‌ها ۲۰۰ کیلومتر دیگر تا العلمین در فاصله کمتر از ۱۲۰ کیلومتری از اسکندریه، عقب بنشینند. در فاصله بین رومل و دستیابی به پیروزی نهایی در شمال آفریقا تنها سپاه ۳۰ بریتانیا قرار داشت. با نزدیک شدن رومل به اسکندریه آشوب ساکنین بریتانیایی آن را فرا گرفت و آماده‌سازی جهت تخلیه و تخریب تأسیسات حیاتی صورت پذیرفت. به نقل از ساموئل میچام، تاریخ‌دان آمریکایی، به هر صورت در این زمان با فرسوده شدن توان نیروهای او، از رومل فقط یک نام باقی مانده بود. نیرویی که در اختیار رومل بود کاملاً برای «عملیات خطرناکی» که او قصد دست زدن به آن را داشت، ناکافی بود و دشمن برتری هوایی زیادی داشت. رومل روز تا روز ۳۰ ژوئن به حد غربی مواضع بریتانیایی‌ها در العلمین رسید. روز ۱ ژوئیه قرارگاه خود را به الضَبعه در ۱۸۰ کیلومتری اسکندریه منتقل کرد و تهاجم را ادامه داد اما در نبرد سه هفته‌ای با کلود آوچینلک، ژنرال بریتانیایی عایدی نداشت. رومل که یگان شنود خود را در نبرد خط الغزاله از دست داده بود و به درستی قادر به شناسایی هوایی نبود، با ضعف اطلاعاتی، این بار نوانست بهره کامل را از نقاط ضعف دشمن ببرد. یگان‌های رومل به اندازه‌ای تضعیف شده بودند که اگر با حمله متمرکز دشمن برخورد می‌کردند به کلی منهدم می‌شدند. در مواجهه با دشمنی از نظر عددی بسیار قدرتمندتر، برای رومل تنها ۲۶ تانک، برای لشکرهای او تنها بین ۱۰۰۰ تا ۱۵۰۰ نفر و در ذخیره تدارکاتی مقدار اندکی آب، جیره، مهمات و سوخت باقی مانده بود. از آن جایی که تمرکز لوفت‌وافه بر پشتیبانی از تهاجم رومل قرار گرفته بود، مالت در مدیترانه که پیش از این سرکوب شده بود، مجدداً سر برآورد. بریتانیایی‌ها از طریق شنود اطلاعاتی اولترا و جاسوسان خود در ایتالیا، رد کاروان‌های تدارکاتی آلمان در مدیترانه را می‌زدند و آن‌ها را غرق می‌کردند. از بخت بد او، خط تدارکاتی رومل به کلی فرو پاشید و از مجموع نیاز ماهانه ۶۰ هزار تن تدارکات، تنها ۳ هزار تن به دست او می‌رسید. در این حال تنها در عرض نیم ماه پانصد هزار تن تدارکات به کمک نیروی دریایی ایالات متحده برای ارتش هشتم بریتانیا در مصر ارسال گردید. همینک همچنین، با ناتوانی رومل در شکستن خط متفقین در العلمین، روحیه دشمنان او در حال بازگشت بود.
رومل که ابتکار عمل را از دست داده بود، وادار به متوقف کردن تهاجم شد. او خود شخصاً آماده‌سازی دفاعی در مناطق تصرف‌شده را سازمان داد. با دیدار مارشال اوگو کاوالرو، رئیس فرماندهی عالی ایتالیا و فیلدمارشال آلبرت کسلرینگ، فرمانده کل جبهه جنوبی ورماخت از آفریقا، رومل مستقیماً از آن‌ها تقاضای تدارکات کرد که وعده‌هایی از این بابت از آن‌ها گرفت. با مؤثر واقع شدن تمهیدات دفاعی رومل، ضد حملات آوچینلک نیز در روزهای میانه ماه ژوئیه، با مستهلک شدن هر دو طرف، به جایی نرسید. اواخر ماه لشکر صدوشصت‌وچهارم سبک آفریقا از جزیره کرت به ناحیه عملیاتی رومل منتقل شد و یک لشکر ایتالیایی دیگر در اختیار او قرار گرفت. یکی از معدود اتفاق خوبی که برای رومل در این روزها افتاد این بود که او دیگر وظیفه نداشت، حتی به صورت ظاهری، به ایتالیایی‌ها پاسخ‌گو باشد و برای اقداماتش از آن‌ها اجازه بگیرد. با توجه به ورود آمریکایی‌ها به جنگ، در نزد رومل عقب‌نشینی در این زمان کاملاً غیر منطقی بود. او می‌پنداشت، اگر هنوز شانس پیروزی وجود دارد، لازم است پیش از آن که برتری عددی دشمن باعث غلبه آن شود، دست به حمله بزند. پشتیبانی کامل هیتلر در این موضوع همراه رومل بود. با دریافت تدریجی تدارکات و نیروی کمکی نیروهای آلمانی رومل تا روز ۱ اوت به حدود ۲۲ هزار نفر و ۱۳۰ تانک رسید. این شمار همچنان ۱۱ هزار نفر کمتر از توان سازمانی آن‌ها بود و بخش زیادی از سوخت ارسالی برای رومل در مسیر توسط دشمن از بین رفت. فرماندهی محلی بریتانیایی‌ها که از میانه ماه اوت انتظار تهاجم رومل را داشت، بر خلاف خواست وینستون چرچیل، نخست‌وزیر بریتانیا، بر تهاجم بلافاصله، تصمیم گرفت فعلاً در حالت دفاعی بماند و برای حمله بعدی رومل آماده شود. رومل در اعلامیه روز ۳۰ اوت به نیروهایش گفت برای انهدام نهایی دشمن به سمت آن یورش می‌برد. نیروهای رومل روز ۳۱ اوت آخرین حمله خود در صحرای غربی را برای رسیدن به رود نیل انجام دادند. رومل قصد داشت، همانند عملیات ناحیه خط الغزاله در ماه مه، مواضع دفاعی دشمن در جنوب العلمین را از طریق صحرا دور بزند و خود را به پشت آن‌ها برساند. او می‌پنداشت، همانند گذشته، اگر نیروهایش پشت سر دشمن پدیدار شوند، بریتانیایی‌ها مجدداً مواضع خود را رها کرده و عقب‌نشینی خواهند نمود. با این حال، کمبود سوخت امکان یک حرکت جناحی طولانی‌تر برای دور زدن قسمت جنوبی مواضع دشمن را از رومل گرفت. اغلب نیروهای رومل مسیر را گم کردند و مستقیماً با مواضع دشمن برخورد نمودند. رومل در عرض سه ساعت سه تن از چهار فرمانده ارشد آلمانی خود را از دست داد. بریتانیایی‌ها با میدان‌های مین و استحکامات قدرتمند روز ۳ سپتامبر رومل را که گرفتار کمبود سوخت شده بود، در علم حلفا در جنوب شرقی العلمین متوقف کردند و با یک ضد حمله به رهبری ژنرال برنارد مونتگومری، به نقطه آغازین عقب راندند. نبرد علم حلفا نقطه بازگشتی از منظر عملیاتی برای رومل و آلمانی‌ها در شمال آفریقا به حساب می‌آمد. بدین شکل «استالینگرادِ صحرا» برای رومل رقم خورد. این برای نخستین بار در جنگ بود که بریتانیایی‌ها در مقابل یک تهاجم بزرگ نیروهای محور مواضع خود حفظ می‌کردند. حقیقت این بود که او تلاش کرد با نیرویی فرسوده و ته‌کشیده در برابر دشمنی که هر روز قوی‌تر می‌شد، غیرممکن را ممکن کند. قصد رومل برای رزم زرهی بدون داشتن برتری هوایی با شکست مواجه شد. خود این شرایط را به «جنگ بدوی‌ها با نیروهای نوین اروپایی» تشبیه کرد. یکی دیگر از دلایل عمده شکست رومل در این نبرد ناتوانی در جمع‌آوری اطلاعات از دشمن بود؛ ستاد اطلاعاتی رومل تصویر کاملاً اشتباهی از متفقین در اختیار می‌گذاشتند. به هر صورت این خود رومل بود که فرصت کافی را برای گردآوری و پردازش اطلاعات به آن‌ها نمی‌داد. در این حال، هر پیام رادیویی که رومل در این مدت می‌فرستاد، بدون این که او بداند، کُد شکنی و در عرض چند ساعت برای مونتگومری ارسال می‌شد. رومل هیچگاه پشتیبانی کافی از برلین جهت دستیابی به یک پیروزی راهبردی، تصرف قاهره و تغییر نتیجه جنگ دریافت نکرد. برتری عددی دشمن در مقابل رومل به حدی رسیده بود که هیچ درجه‌ای از برتری تاکتیکی آلمانی‌ها نمی‌توانست این وضعیت نامطلوب میدان جنگ را جبران کند.

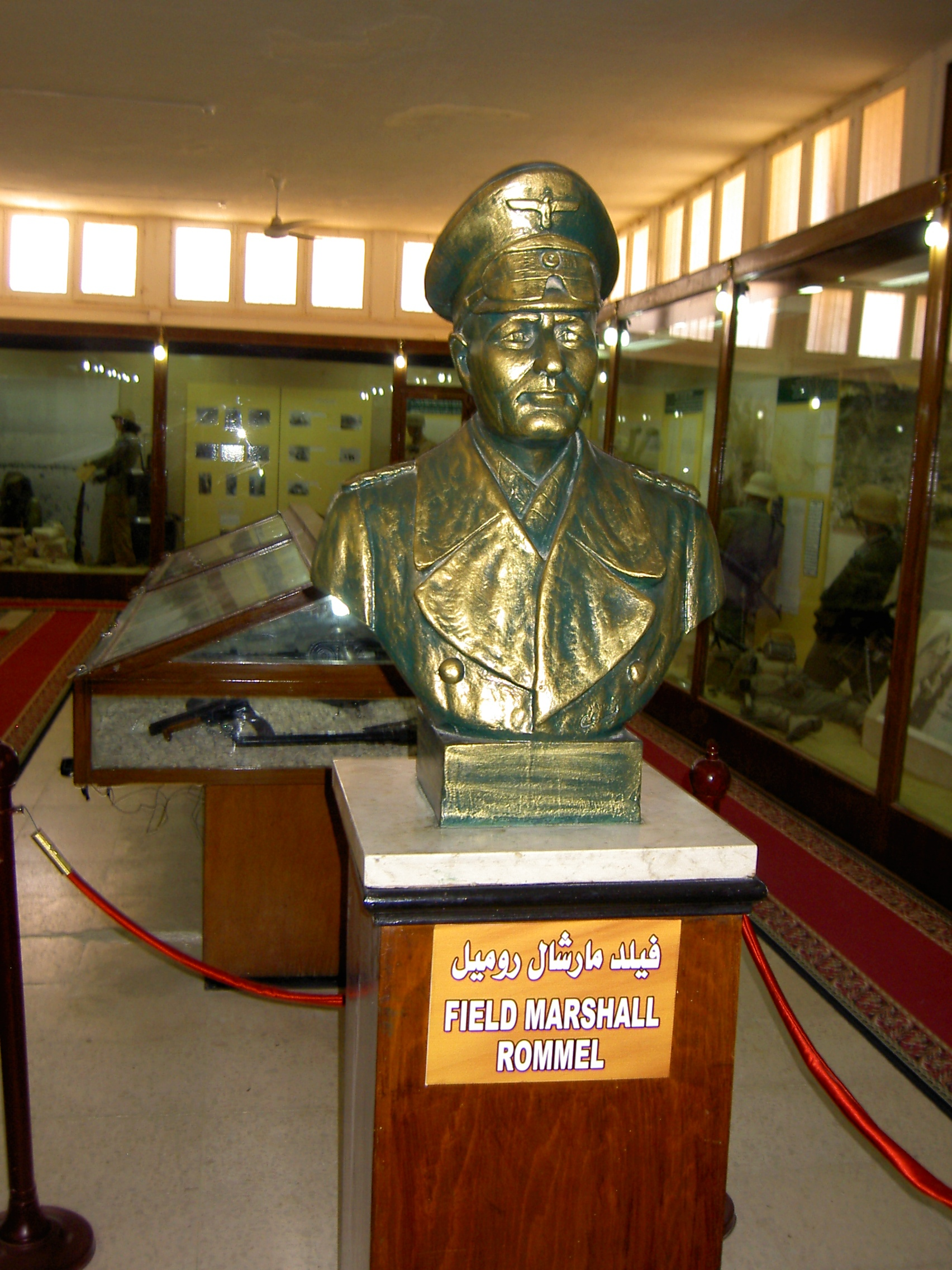
نیم‌تنه رومل در موزه جنگ العلمین، ساخته‌شده به دستور انور سادات، رئیس‌جمهور مصر

به هر حال، رومل همچنان امیدوار بود با گرفتن حالت دفاعی و احداث مواضع دفاعی ثابت قدرتمند در مقابل تهاجم پیش رو، یک شکست به اندازه کافی جدی به دشمن وارد آورد تا مجدداً توازن را به نفع خود تغییر دهد. برای حفظ نیروهای اندک خود، رومل دستور به اجرای شدیدترین اقدامات استتاری جهت مراقبت از تانک‌های ارزشمند در مقابل حملات هوایی داد. با تثبیت موقتی خط مقدم، رومل که هجده ماه بدون وقفه در آفریقا به سر می‌برد و خود را به حد فرسودگی جسمانی رسانده بود، با گرفتاری به غش کردن‌های موردی، مشکلات شکم و روده، تورم کبد و اختلال در گردش خون، روز ۲۲ سپتامبر برای درمان به آلمان رفت. ارتشبد هاینتس گودریان در کتاب خاطرات خود مدعی شده است در دورانی که او هیچ منصبی را عهده‌دار نبود، رومل، پس از مورد نخست در ماه مارس، در این هنگام برای دومین بار به هیتلر توصیه کرده است در مدت غیبت او، گودریان نایب او در آفریقا باشد اما پیشوا این پیشنهاد را رد کرده است. به هر صورت، گودریان این مسئله را از سر خوش‌شانسی خود خوانده است چرا که خود را قادر به حل مشکل کارزار شمال آفریقا نمی‌دید. در مدت غیبت رومل، سپهبد گئورگ اشتومه موقتاً جانشین او در فرماندهی ارتش زرهی آفریقا شد. در پی مرگ اشتومه در اثر حمله قلبی، سرلشکر ویلهلم ریتر فون توما، فرمانده آفریکاکور، موقتاً این مسئولیت را عهده‌دار گشت.  رومل که در پیروزی نهایی نیروهای محور دچار تشکیک شده بود، در این سفر با موسولینی در رم و هیتلر در پروس شرقی دیدار نمود و به آن‌ها گفت اگر تدارکات بیشتری ارسال نشود شمال آفریقا باید تخلیه گردد. هیتلر وعده ارسال یک تیپ از راکت‌اندازه‌های نیبل‌ورفر، ۴۰ تانک تیگر و تعداد بیشتری توپ خودکششی را به او داد؛ به هر صورت هیچ‌یک از این‌ها هیچگاه به دست رومل نرسید. رومل سپس در همراهی با همسرش، در زمرینگ در نزدیکی وین به درمان خود پرداخت. او در این زمان نخستین انتقادات خود علیه هیتلر را با همسرش در میان گذاشت. او معتقد بود سیاست و راهبرد نامعقول هیتلر آلمان را به سمت شکست پیش می‌برد. همسرش بعدها او را در این زمان «مردی درهم‌شکسته» توصیف کرد.
رومل تصور می‌کرد دشمن تا ماه نوامبر قادر به تهاجم نخواهد شد. بر خلاف پیش‌بینی او، بریتانیایی‌ها با حدود ۲۳۰ هزار نفر نیرو از روز ۲۳ اکتبر مجدداً به نیروهای ۱۰۰ هزار نفری رومل حمله بردند. (عملیات لایت‌فوت) در این شرایط برتری هوایی کاملاً در دست متفقین بود. به دستور هیتلر و با فراخوان فیلدمارشال کسلرینگ، رومل روز ۲۶ اکتبر از طریق رم به آفریقا بازگشت. در این هنگام در خاطراتش نوشت: «می‌دانم که دیگر هیچ پیروزی در آفریقا کسب نخواهم کرد.» با وجود مقاومت و ضد حملات رومل، بریتانیایی‌ها در عرض ده روزه نیروهای او را وادار به عقب‌نشینی بیشتر نمودند. به هر صورت کمبود سوخت امکان یک ضد حمله متمرکز با نیروهای زرهی را از رومل گرفته بود. تلفات برای هر دو طرف سنگین بود اما درحالیکه دشمن می‌توانست آن را جایگزین کند، رومل ظرفیتی برای جایگزینی نداشت. رومل می‌دانست که دیگر برای تغییر شرایط دیر شده است. فرمان روز ۳ نوامبر رومل جهت عقب‌نشینی توسط هیتلر لغو شد اما او در هماهنگی با کسلرینگ، ضمن توضیح شرایط به فرماندهی عالی، این عمل را اجرایی نمود. رومل به هیتلر گزارش کرد نیروهایش پس از ۱۰ روز مبارزه سنگین در مقابل دشمنی از نظر عددی بسیار برتر، فرسوده شده‌اند و کمبود سوخت نیروهای غیر موتوریزه را به نابودی محکوم ساخته است. او به هیتلر هشدار داد باید برای انهدام کامل ارتش آفریقا آماده باشد. تا عصر روز ۴ نوامبر بدنه اصلی بیشتر لشکرهای ایتالیایی به محاصره دشمن افتادند و منهدم شدند. هیتلر با اکراه مجوز مقدار کمی عقب‌نشینی را صادر نمود اما رومل که سوخت و مهمات چندانی برای او باقی نمانده بود، عقب‌نشینی ۲۲۰۰ کیلومتری به سمت تونس را آغاز کرد.

##### نبرد تونس
در همین حال، نیروهای بریتانیایی و آمریکایی از روز ۸ نوامبر عملیات تورچ برای تهاجم به شمال غربی آفریقا را آغاز نمودند. رومل پس از اطلاع از این خبر به سرهنگ فریتس بایرلاین گفت: «کارزار مغلوبه شد. آفریقا از دست رفت. اگر در برلین و رم به موقع متوجه این مسئله نشوند و دست به تمهیداتی برای نجات سربازان من نزنند، سپس یکی از شجاع‌ترین ارتش‌ها به اسارت گرفته خواهد شد. پس از آن، چه کسی از ایتالیا که بعد آن مورد تهاجم قرار خواهد گرفت، دفاع خواهد کرد؟» او درخواست کرد مارشال کاوالرو و فیلدمارشال کسلرینگ به آفریقا بیایند تا شرایط را برای آن‌ها توضیح دهد اما هیچ‌یک چنین کاری نکردند. بدین شکل رومل برای این که در آفریقا بین دشمنانش گیر نیفتد، درگیر مسابقه‌ای برای رسیدن به تونس شد. سروان فون لوک پس از دیدار با رومل در روز ۲۰ نوامبر، گزارش از مردی فرسوده و به شدت سرخورده با یونیفرمی پوسیده و خاک‌آلود می‌دهد که احساس می‌کند توسط فرماندهی عالی به حال خود رها شده است. روز ۲۲ نوامبر با وجود اعتراض و مخالفت او، رومل مجدداً تحت فرمان ایتالیایی‌ها قرار گرفت. رومل روز ۲۸ نوامبر به قرارگاه پیشوا در راستنبورگ پرواز کرد تا وخامت شرایط را برای او بیان کند اما هیتلر در این زمان در حالتی نبود که سخنان او را بشنود. او سربازان رومل را به انداختن سلاح و فرار بزدلانه متهم کرد. شنیدن چنین حرفی موجب تأثر رومل شد. فیلدمارشال ارهارت میلش بعدها در خاطراتش مدعی شد رومل در اثر این ناراحتی در آغوش او گریسته است. رومل به هیتلر گفت از آن جایی که هیچ انتظاری برای بهبود در انتقال تدارکات از مدیترانه نمی‌توان داشت، سیاست بلند مدت برای آفریقا می‌بایست در جهت تخلیه نهایی آن باشد؛ در غیر این صورت نیروهای محور در آفریقا مطمئناً منهدم خواهند شد. رومل طرحی را ارائه نمود که بر اساس آن او در هر خطی که بتواند موضع دفاعی بگیرد و مقاومت کند تا بیشتر نیروها از آفریقا تخلیه شوند و به آلمان بازگردند. هیتلر این طرح را رد کرد و با توجه به ملزومات سیاسی جهت حفظ بزرگ‌ترین سر پل ممکن، اذعان به اعزام نیروی کمکی به آفریقا به شرط حفظ خط بریقه به عنوان پایگاه عملیات‌های آینده، نمود. این درحالی بود که رومل در این زمان مجموعاً ۳۵ تانک و ۱۲ توپ ضد تانک داشت و ذخایر سوخت، مهمات و غذای او ته کشیده بود. نه هیج مانع طبیعی و نه هیچ نیروی کافی برای متوقف کردن دشمن در اختیار رومل نبود. به هر صورت فرماندهی عالی آلمان و ایتالیا فرمان به مقاومت در بریقه «تا آخرین نفر» جهت «مرگ یا پیروزی» دادند. رومل چنین فرامینی را نامربوط خواند و خود را تنها در صورت دریافت آزادی عمل قادر به مقابله با دشمن دانست. رومل عقب‌نشینی تا قابس در تونس را دارای مزیت‌های زیادی می‌دید. منطق رومل برای فرماندهی عالی غیرقابل انکار بود. در نهایت در آخرین روزهای سال ۱۹۴۲، موسولینی مجوز عقب‌نشینی آهسته رومل از لیبی به تونس را صادر کرد. بارش زمستانه باران و ضد حمله نیروهای کمکی آلمانی، فرصت بیشتری برای رومل جهت ادامه عقب‌نشینی فراهم آورد. سرتیپ فردی دی گوینگاند، رئیس ستاد مونتگومری در این باره می‌نویسد: «شک دارم که مردم بدانند مونتگومری چه اندازه به انهدام بقایای در حال عقب‌نشینی نیروهای رومل نزدیک بود و تنها یک بدشانسی بزرگ در تغییر آب‌وهوا او را از این غنیمت محروم کرد.» با کوتاه‌تر شدن خط تدارکاتی رومل سرعت او افزایش و با طولانی شدن خط تدارکاتی تعقیب‌کنندگان بریتانیایی سرعت آن‌ها کاهش یافت. نیروهای رومل روز ۲۲ ژانویه طرابلس را تخلیه کردند و تا اواخر ماه به مرز تونس رسیدند. او با اجرای رزم در حین عقب‌نشینی به جای گریز آشفته، به شکل موفقیت‌آمیزی یکی از بلندترین عقب‌نشینی‌های تاریخ را به سرانجام رساند.
به هر صورت هیتلر در این باره به شکل تمسخر آمیزی نسبت به اقدامات رومل، به سپهبد آلفرد یودل، رئیس ستاد عملیات‌های فرماندهی عالی ورماخت، گفت ارتش زرهی آفریقا همیشه گلایه از کمبود سوخت در پیشروی می‌کند اما به نظر می‌رسد برای عقب‌نشینی سوخت کافی دارد! یودل با پشتیبانی از رومل به پیشوا پاسخ داد: «او مانند مردی است که شما سعی دارید با مقداری شیر و نان او را زنده نگاه دارید؛ نمی‌توانید انتظار داشته باشید چنین فردی در المپیک رقابت کند.» با این حال، کسلرینگ نیز رومل را مورد انتقاد قرار داد و مدعی شد او می‌توانست با سرعت کمتری عقب‌نشینی کند و برای مدت طولانی اجازه افتادن طبرق و بنغازی را به دست دشمن ندهد تا فرصتی برای بهبود وضعیت تدارکاتی او فراهم آید. دشواری کارزار در آفریقا اثر بدی بر سلامتی جسمانی و روانی رومل گذاشت. در این هنگام روز ۲۱ ژانویه در نامه‌ای به همسرش اذعان داشت: «به اندازه‌ای افسرده شده‌ام که به سختی می‌توانم وظایفم را به انجام برسانم.» رومل روز ۲۶ ژانویه سال ۱۹۴۳ پیامی رادیویی از فرماندهی عالی ایتالیا دریافت کرد که به او اطلاع داده شد به جهت مشکلات سلامتی، پس از استقرار نیروهایش در خط مارث، او از مقامش مرخص خواهد شد. به هر صورت رومل جهت تاریخ دقیق واگذاری این جایگاه مخیر گشت. رومل با ورود به جنوب تونس در استحکامات فرانسوی خط مارث مستقر گشت. نیروی او در این زمان مجموعاً ۷۸ هزار نفر و ۱۲۹ تانک بود. او میل نداشت در خط مارث بماند اما به او دستور داده شد این خط را حفظ کند تا زمان کافی برای آماده‌سازی نیروهای محور در تونس فراهم آید.
رومل تصور می‌کرد با طولانی شدن خط تدارکاتی بریتانیایی‌ها دچار مشکل خواهند شد. با وجود مخالفت اولیه هر دو فرماندهی عالی ایتالیا و آلمان، او سعی کرد با باقی گذاشتن نیروهای ایتالیایی در خط مارث، پیش از آن که نیروهای بریتانیایی از شرق به مواضع او برسند، با یک ضد حمله نیروهای جانب شمالی دشمن را از بین ببرد. رومل با پندار بی‌تجربگی نیروهای آمریکایی، این عملیات را بسیار نوید بخش تلقی می‌نمود. بر خلاف توصیه پزشکش، رومل قصد ترک آفریقا پیش از به انجام رساندن طرح‌های خود را نداشت. تهاجم او در قالب دو انبر از روزهای ۱۴ و ۱۵ فوریه صورت گرفت. او تا روز ۱۸ فوریه با بیرون کردن نیروهای آمریکایی، بر گذرگاه القصرین مسلط شد. بدین شکل رومل نخستین شکست برزگ نیروی زمینی ایالات متحده در جنگ را رقم زد. به هر صورت با عدم هماهنگی بین نیروهای آلمانی و افزایش تجمع نیروهای متفقین، تهاجم در نهایت از پیشروی بازایستاد. متفقین روز ۲۵ فوریه گذرگاه القصرین را پس گرفتند. رومل در این درگیری‌ها حدود ۶ هزار تن تلفات تنها به آمریکایی‌ها وارد کرد و ۱۸۰ تانک آن‌ها را از بین برد؛ درحالیکه که خود تنها هزار تن تلفات خورد و ۲۰ تانک خود را از دست داد. به هر صورت نیروهای رومل ضعیف‌تر از آن بودند که بتوانند چنین طرحی را با موفقیت به سرانجام برسانند. ضمن مین‌گذاری شدید منطقه و انهدام پل‌ها در مسیر، رومل برای مقابله با مونتگومری به خط مارث بازگشت. پس از کسب نظر از خود او توسط کسلرینگ، روز ۲۴ فوریه رومل به تصمیم فرماندهی عالی به فرماندهی گروه ارتش آفریقا متشکل از آفریکاکور، ارتش پنجم زرهی ورماخت و ارتش یکم ایتالیا، منصوب شد. همانند ارتش زرهی آفریقا، این گروه ارتش با مجموعاً ۱۲۰ هزار نفر نیروی خط مقدم آلمانی و ایتالیایی، با فاصله زیاد، هیچگاه در حقیقت به اندازه یک گروه ارتش واقعی نیرو و تجهیزات نداشت. این برای نخستین بار بود که نیروهای محور در آفریقا تحت فرماندهی یگانه قرار می‌گرفتند. رومل روز ۶ مارس حمله به سمت جنوب علیه مونتگومری را آغاز کرد. (عملیات کاپری) بریتانیایی‌ها از پیش به کمک سرویس اطلاعاتی خود، از چنین قصدی مطلع و برای آن آماده شده بودند. رومل از این که بریتانیایی‌ها از قصد او مطلع هستند خبر نداشت. شاید اگر از این مسئله آگاه بود دست به چنین تهاجمی نمی‌زد. بلافاصله پس از شکست این حمله رومل با مرخصی درمانی روز ۹ مارس به آلمان بازگشت. فون لوک که پیش از ترک رومل برای خداحافظی به نزد او رفته بود، او را «کاملاً فرسوده» و «به وضوح ضعیف» توصیف می‌کند که اشک در چشمانش حلقه زده بود. این حمله پر خسارت توانایی پایداری نیروهای محور در مقابل حمله بریتانیایی‌ها به خط مارث را تضعیف کرد. روز ۱۱ مارس الماس‌ها به صلیب شوالیه او افزوده شد. ارتشبد هانس-یورگن فون آرنیم جانشین رومل در فرماندهی گروه ارتش آفریقا گشت. در این زمان هیتلر که ظاهراً هنوز به اجرای عملیات‌های تهاجمی در آفریقا امیدوار بود، قصد داشت سر پل تونس را حفظ کند تا همچنین از جناح جنوبی اروپا محافظت نماید. رومل روز ۱۳ مارس در دیدار با هیتلر توصیه کرد نیروهای گروه ارتش آفریقا تا مواضع دفاعی بهتر و متمرکزتر، ۱۵۰ کیلومتر عقب‌نشینی کنند؛ در این صورت با دریافت تدارکات مناسب امکان حفظ سر پل در آفریقا برای یک سال دیگر فراهم خواهد بود و تهاجم متفقین به اروپا را به تأخیر خواهد انداخت. رومل حتی درخواست بازگشت خود به آفریقا را نیز مطرح نمود اما پیشوا به او گفت: «بهتر شو، تا به راس امور بازگردی. تضمین می‌کنم تو عملیات از سر پل تونس علیه کازابلانکا را رهبری خواهی کرد.» هیتلر به دلایلی که هیچگاه علنی نشد، اجازه نداد رومل به آفریقا بازگردد. به هر صورت، فرمانده‌ای که زمانی به جهت روحیه تهاجمی برگزیده هیتلر شده بود هم‌اکنون مظنون به بدبینی بود. هیتلر بر خلاف توصیه رومل، بخشی از نیروها و تجهیزات با کیفیت ورماخت را راهی «دام مرگ» در تونس کرد. با توجه به نیاز شدید آلمان به این نیروها در جبهه شرقی، این اقدام هیتلر یک اشتباه بزرگ تلقی می‌شود. پس از خروج رومل، نیروهای محور در تونس با دادن ۲۴۰ هزار اسیر، در نهایت تا روز ۱۳ مه تماماً تسلیم شدند. پس از این حوادث، هیتلر به رومل گفت: «باید به حرفت پیش از این گوش می‌دادم اما فکر می‌کنم الان دیگر خیلی دیر شده است.»

#### شمال ایتالیا
پس از بهبودی، رومل مدتی، بدون اثر گذاری چندانی، یکی از مشاور نظامی پیشوا بود. رومل روز ۲۰ مه امکان ارسال نیروی ایتالیایی بیشتری به سیسیل را مطرح کرد تا خود به جای آلمانی‌ها از آن دفاع کنند. هیتلر در پاسخ در میل آن‌ها در دفاع ابراز تشکیک کرد. با نگرانی هیتلر از امکان خروج ایتالیا از جنگ، رومل مجدداً به خدمت فعال فراخوانده شد و فرماندهی ستاد یک گروه ارتش در مونشن در اختیار او قرار گرفت. مأموریت رومل با این گروه ارتش وارد کردن نیروهای آلمانی به شمال ایتالیا در صورت «خیانت» این کشور و امنیت‌بخشی به گذرگاه‌های کوه‌های آلپ بود. جهت جلوگیری از تسریع تسلیم ایتالیا به متفقین، رومل فعلاً لازم نبود کاری بکند. به هر صورت پیش‌بینی می‌شد ماه‌های ژوئن یا ژوئیه تهاجم متفقین به بدنه اصلی ایتالیا آغاز و لزوم حفظ سلطه بر اراضی با اهمیت شمالی ایتالیا پدیدار شود. با گرفتاری به فریب اطلاعاتی بریتانیا، هیتلر با تصور تهاجم متفقین به یونان، رومل را به فرماندهی کل جبهه جنوب شرقی منصوب کرد. رومل روز ۲۵ ژوئیه به سالونیک در یونان پرواز کرد اما عصر همان روز در پی خلع موسولینی از قدرت، مجدداً به آلمان فراخوانده شد. در دیدار روز ۲۶ ژوئیه با او، هیتلر سخنانی در ارتباط با جانشینی رومل بر جایگاه کسلرینگ در فرماندهی کل جبهه جنوبی مطرح کرد اما اقدام بلافاصله‌ای صورت نگرفت. بنا به دستور فرماندهی عالی ورماخت، رومل موظف به آماده‌سازی جزئیات طرحی جهت در اختیار گرفتن فرماندهی کل در ایتالیا شد. به هر صورت، با توجه به این که رومل مسئول از دست رفتن لیبی در نظر گرفته می‌شد و وجهه خوبی در نزد ایتالیایی‌ها نداشت، چنین انتصابی انجام نپذیرفت. در عوض رومل به مونشن رفت را تا فرماندهی گروه ارتش ب را عهده‌دار شود تا در صورت لزوم مأموریت مشابهی در ارتباط با شمال ایتالیا را به انجام برساند. در جهت کمک به ایتالیایی‌ها در مقابل تهاجم متفقین و فراهم آوردن امکان سلطه رومل بر شمال این کشور، یگان‌های آلمانی روز ۱۵ اوت وارد شمال ایتالیا شدند. نیروهای رومل بر تمامی منطقه مسلط و در عرض یک هفته صدها هزار ایتالیایی را خلع سلاح کردند. رومل قرارگاه خود را روز ۱۲ سپتامبر در مجاورت دریاچه گاردا مستقر کرد. در پی تسلیم ایتالیا و عقب‌نشینی نیروهای کسلرینگ از جنوب این کشور، اختلاف نظر بر سر چگونگی ادامه جنگ در ایتالیا بین رومل و کسلرینگ ایجاد شد. درحالیکه کسلرینگ معتقد بود آلمانی‌ها می‌بایست در جنوب رم از ایتالیا دفاع کنند، رومل با استناد به طرح راهبردی پیشین هیتلر، می‌پنداشت در این صورت جناحین خط دفاعی آلمان با عملیات‌های آبی-خاکی متفقین به راحتی دور زده خواهد شد و خط طولانی تدارکاتی آلمانی‌ها در معرض خرابکاری پارتیزان‌ها و حملات هوایی دشمن قرار خواهد گرفت. از این رو، رومل توصیه به عقب‌نشینی بلافاصله تا مواضع او در شمال کوهستان آپنینی کرد. به هر صورت، با شکست‌باورانه تصور شدن سخنان رومل، روز ۱۷ سپتامبر به کسلرینگ فرمان داده شد به آهستگی تا خط گوستاو در جنوب رم عقب بنشیند و از آن نقطه به مقاومت بپردازد. رومل نیز دستور گرفت در اراضی شمالی استحکامات بنا کند و دو لشکر و مقداری از ادوات توپخانه خود را برای کسلرینگ بفرستد.

#### دیوار آتلانتیک و نرماندی

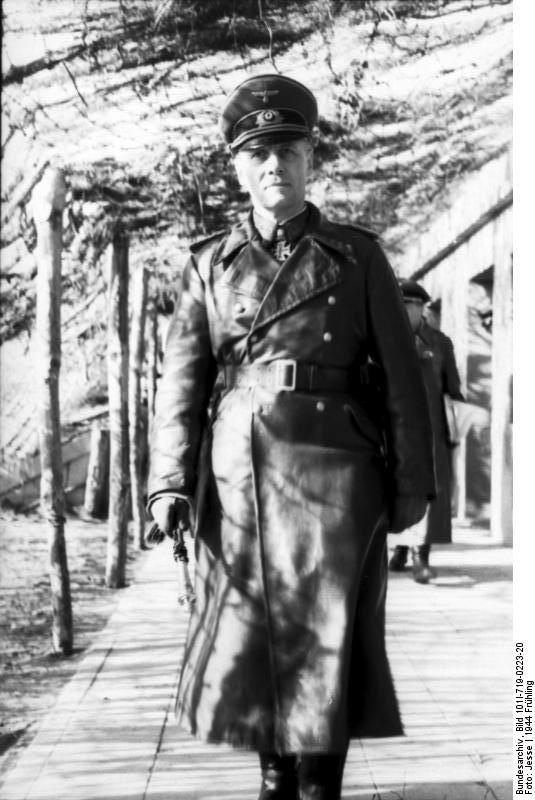
در حال سرکشی از استحکامات دیوار آتلانتیک، فرانسه، ۲۱ مارس ۱۹۴۴

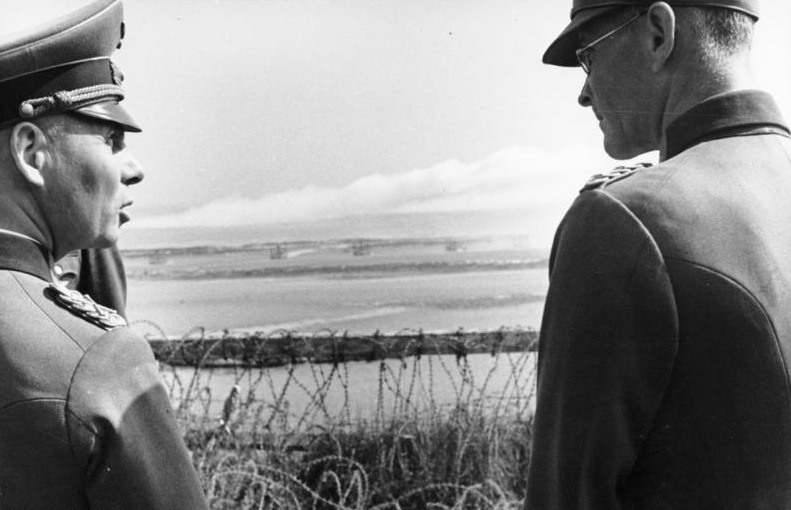
در حال مشاهده رزمایش نیروها، شمال فرانسه، مه ۱۹۴۴

کسلرینگ روز ۵ نوامبر جانشین او در مسئولیتش در شمال ایتالیا گشت و رومل به شمال فرانسه فرستاده شد تا دفاع در مقابل تهاجم متفقین در آن را سازمان دهد. ظاهراً هیتلر به این نتیجه رسیده بود که صلاحیت واقعی رومل در سازمان‌دهی مواضع دفاعی مخصوصاً در مقابل دشمنانی با برتری کیفی است. رومل با انتقال با ستاد کوچکی به موقعیت، از استحکامات ساحلی آلمان از دانمارک تا بریتانی دیدن کرد. روز ۱۲ دسامبر به پیشنهاد فیلدمارشال گرت فون روندشتت، فرمانده کل جبهه غربی، جایگاه رومل تثبیت و او با مسئولیت دفاع ساحلی از هلند تا خلیج گاسکونی، مجدداً فرمانده گروه ارتش ب شد. رومل در این جایگاه هیچ تسلطی بر نیروهای هوایی و دریایی حوزه اختیار خود نداشت. رومل از همان ابتدا با مسئله جدی چگونگی استقرار نیروها در طول خط ساحلی مواجه بود. او نمی‌دانست متفقین دقیقاً چه زمانی و در چه محل یا محل‌هایی پیاده‌سازی نیرو خواهند کرد. رومل آن اندازه نیرو مخصوصاً یگان‌های مکانیزه در اختیار نداشت که تمامی خط ساحلی را پوشش دهد. نبود شبکه جاده‌ها و خطوط آهن مناسب در موازات کانال مانش در فرانسه برای جابه‌جایی نیرو، کار او را دشوارتر می‌کرد. از طرفی می‌دانست متفقین تقریباً در هر جنبه‌ای از جمله نیروی هوایی و شمار قوا، دست بالا را دارند. رومل اختلاف نظر جدی با فیلدمارشال فون روندشتت به عنوان مافوق خود، در ارتباط با آرایش دفاعی داشت. درحالی‌که فون روندشتت خواهان متمرکز شدن لشکرهای زرهی برای اجرای ضد حمله در نقاط رخنه بود، رومل قصد دفاع ساحلی داشت و اصرار می‌کرد دفاع ساحلی تقویت شود. رومل بر مبنای تجربیات خود در آفریقا، تصور می‌کرد برتری هوایی دشمن انتقال نیرو به نقاط مورد نظر را دشوار می‌کند. بر خلاف نظر سپهبد لئو گیر فون شوپنبورگ، فرمانده گروه زرهی غرب و ارتشبد گودریان، بازرس کل نیروهای زرهی آلمان، رومل به دنبال پخش کردن لشکرهای زرهی در فاصله بسیار نزدیک از خط مقدم بود. او می‌خواست مهاجمان را در ساحل متوقف کند و پیش از آن که سر پلی ایجاد کنند، همان‌جا از بین ببرد. طرح رومل برای دفاع از ساحل یک دفاع خطی و ثابت را به یک دفاع در عمق و متحرک ترجیح می‌داد. به هر صورت، هیتلر در نهایت چیزی بین این دو نظر را اتخاذ کرد که نتایج آن فاجعه‌بار نظر گرفته می‌شود. به دستور هیتلر چهار لشکر زرهی در جایگاه ذخیره فرماندهی عالی ورماخت نگاه داشته شدند. این تصمیم که مطابق نظر هیچ‌کس نبود، اثرات غیرقابل پیش‌بینی به بار آورد و رومل را در اجرای طرح خود تضعیف کرد. بدین شکل رومل برای خط مقدمی بیش از ۸۰۰ کیلومتری تنها سه لشکر زرهی در اختیار داشت که دو لشکر از آن را نیز به امید دریافت کمک از ذخیره فرماندهی عالی ورماخت، در شرق رود سن، خارج از ناحیه نرماندی مستقر کرد. رومل و فون روندشتت از هیتلر خواستند جهت ایجاد نیروی ذخیره برای خود، آلمان جنوب فرانسه را تخلیه کند اما هیتلر با این درخواست مخالفت کرد.
رومل امیدوار بود کمبود نیروی انسانی را با استحکامات بتنی جبران کند. به هر صورت نیروی کار کافی جهت احداث چنین استحکاماتی در دسترس نبود و ناحیه مربوط به او برای فرماندهی عالی اولویت نداشت. رومل شمار مین‌ها در ناحیه ساحلی را سه برابر کرد و به پنج تا شش میلیون رساند. برای مقابله با چتربازان و فرود گلایدری، رومل موانعی ایجاد کرد که به مارچوبه رومل شهرت یافتند. او همچنین تله‌های انفجاری، موانع چهاروجهی، موانع شناور و موانع مختلف دیگری را در مسیرهای پیش‌بینی‌شده پیاده‌سازی دشمن قرار داد. با وجود صرف بی‌وقفه و فراوان انرژی، رومل که وقت کافی در اختیار نداشت، نتوانست استحکامات دفاعی دیوار آتلانیک را به سطح مورد رضایت خود برساند. به‌کار گرفته شدن تمامی نیروی انسانی در دسترس برای ساخت و ارتقای استحکامات وقت ارزشمند جهت آموزش این نیروی غیر آماده برای عملیات دفاعی را از رومل گرفت. رومل گله‌مند غفلت از ساخت چنین استحکاماتی در سال‌های ۱۹۴۳ و ۱۹۴۴ بود. این غفلت بیش از آن که مربوط به غیر محتمل دانستن تهاجم متفقین باشد، به دلیل بی‌اعتقادی فرماندهان عالی به دفاع ثابت و باور آن‌ها به توانمندی نیروهای متحرک خود بود.
رومل بیشتر نیروهای خود را که غالباً غیر موتوریزه و بدون ادوات ترابری بودند، نزدیک محل‌هایی که بیشترین احتمال برای تهاجم متفقین داشتند، قرار داد. درحالیکه بیشتر فرماندهان ارشد انتظار داشتند تهاجم متفقین در ناحیه کاله صورت بگیرد، رومل می‌پنداشت این تهاجم ممکن است در نرماندی یا بریتانی اتفاق بیفتند؛ از این رو دستور به تمرکز ساخت‌وساز بر این نواحی از لبه آب دریا داد. با توجه به باقی بودن تمرکز فرماندهی عالی بر جبهه شرقی، لشکرهایی که در اختیار رومل بودند اغلب کیفیت پایینی داشتند. برای مثال، او لشکر سیصدوپنجاه‌ودوم پیاده‌نظام را مأمور به دفاع از ساحل اوماها به طول ۵۳ کیلومتر در نورماندی کرد. بیشتر نیروهای این لشکر را سربازان وظیفه هجده یا نوزده ساله تشکیل می‌داند.

رومل روز ۵ ژوئن سال ۱۹۴۴ به خانه خود در هرلینگتن رفت تا هنگام سالگرد تولد همسرش در کنار او باشد. سپس نزد هیتلر در اوبرزالتسبورگ رفت تا کمبودهای خود از جمله در زمینه نیروی انسانی را به او گزارش کند؛ بدین ترتیب هنگام پیاده‌سازی در نرماندی توسط متفقین در روز ۶ ژوئن رومل، همانند العلمین، در منطقه حضور نداشت. او خود را تا عصر همان روز به موقعیت رساند. رومل هنگامی به صحنه رسید که تقریباً کار از کار گذشته بود. در آن چهارده ساعت حیاتی که رومل غایب بود امکان تصمیم‌گیری بلافاصله و وارد کردن سریع لشکرهای زرهی به میدان از دست رفت. چندین تن دیگر از فرماندهان عالی‌رتبه آلمانی نیز به شکل مشابهی به دلایل مختلف در حدود نبردگاه حاضر نبودند. ضد حمله بزرگ برنامه‌ریزی‌شده گروه زرهی غرب هیچگاه عملی نشد. از لشکرهای رومل تنها لشکر بیست و یکم زرهی در نزدیکی محل پیاده‌سازی متفقین قرار داشت. ضد حمله این لشکر دیر و به شکل ناهماهنگی صورت پذیرفت. به‌کارگیری تکه‌تکه یگان‌های مکانیزه منجر به نبرد فرسایشی گردید. آلمانی‌ها نتوانستند جلوی باز شدن جای پا توسط دشمن را بگیرند اما تمهیدات رومل باعث خوردن تلفات سنگینی به مهاجمان شد. طبق پیش‌بینی رومل، با تلاش فون روندشتت برای به‌کارگیری نیروهای زرهی از جایگاه ذخیره، نیروی هوایی متفقین تحرکات نیروهای آلمانی را با اختلال مواجه ساخت و قرارگاه نیروهای زرهی را منهدم نمود. رومل معتقد بود حتی اگر ضد حمله بزرگی توسط این نیرو علیه سر ساحل متفقین در نرماندی اجرا می‌شد توپ‌های دریایی دشمن از کانال مانش با شدت آن‌ها را می‌کوبیدند و اجازه باز پس گرفتن ساحل را به آن‌ها نمی‌دادند. رومل، به عنوان فرمانده گروه ارتش ب، ظاهراً دو ارتش هفتم و پانزدهم را در اختیار داشت اما هیتلر اجازه به‌کارگیری ارتش پانزدهم در نرماندی را نداد چرا که همچنان تصور می‌کرد متفقین قصد تهاجم به کاله را دارند. تنها نیمی از ده لشکر زرهی جبهه غربی در فاصله یک روزه از نبردگاه نرماندی بودند. از این رو رومل بر این باور بود که با یک «دست بسته شده بر پشتت» در حال جنگ است. بدین ترتیب رومل قادر به اجرای مؤثر عملیات در مقیاس برزگ نشد. رومل در دیدار روز ۱۷ ژوئن با هیتلر در سوآسون، تقاضای دریافت آزادی عمل به ویژه کوتاه‌تر کردن خط مقدم نمود اما هیتلر نپذیرفت و دستور به یک دفاع سفت و سخت داد. رومل بعداً در این باره نوشت: «کارکرد من در نرماندی به اندازه‌ای توسط هیتلر محدود شده بود که هر گروهبانی می‌توانست آن را انجام دهد.» رومل و فون روندشتت روز ۲۹ ژوئن به برشتس‌گادن رفتند تا هیتلر را ببینند و او را متقاعد به مواجهه با حقیقت کنند. به هر صورت، هیتلر پس از ساعت‌ها معطل نگاه داشتن آن‌ها جهت دیدار، بر آرای قبلی خود تأکید نمود. این که هیتلر بر خلاف فون روندشتت که از مقام خود خلع شد، از رومل گذر کرد و او را همچنان در مقام خود باقی گذاشت، مسئله قابل توجهی است. به هر صورت فرماندهی رومل یکی از عوامل کلیدی در حفظ یک‌پارچگی خط مقدم در جبهه در ماه ژوئن و بخشی از ماه ژوئیه بود که در دفاعی منسجم و حرفه‌ای، با مهارت در استفاده از یگان‌های زرهی حفره‌ها را پوشش می‌داد. در این مدت حدود ۹۶ هزار تن تلفات به مدافعان آلمانی در نرماندی وارد شد اما تنها ۶ هزار نفر نیروی جایگزین و ۱۷ تانک به آن‌ها تعلق گرفت. همانند آفریقا، تأمین تدارکات در زمینه سوخت و مهمات نیز به خوبی انجام نمی‌گرفت. در پی وخامت اوضاع در جبهه شرقی، لشکرهای زرهی از ایتالیا و نقاط دیگر که وعده آن به رومل داده شده بود، به لهستان فرستاده شدند. بمباران‌های هوایی متفقین شبکه ریلی فرانسه را از کار انداخت و امکان جابه‌جایی نیرو را از رومل گرفت و او را منزوی ساخت. تا میانه ماه ژوئیه رومل به این نتیجه رسید که نیروی کافی برای بیرون کردن متفقین از خاک فرانسه را ندارد و حداکثر تنها تا چند هفته دیگر قادر به مقاومت خواهد بود. شش هفته پس از پیاده‌سازی، رومل با ارسال یک تله تایپ به هیلتر، اذعان داشت آلمان در شرف شکست در مقابل متفقین است و می‌بایست از فرانسه عقب‌نشینی کند. چنین درخواستی مورد بی‌توجهی پیشوا قرار گرفت. رومل احساس می‌کرد ادامه جنگ بی‌معنا است و به تخریب بی‌فایده آلمان منجر خواهد شد. ادعا شده است رومل، در صورت اجتناب هیتلر در پایان دادن به جنگ، در حال آماده‌سازی جهت انجام مذاکرات صلح با متفقین بوده است تا هیتلر را در مقابل عمل انجام شده قرار دهد. بازیل لیدل هارت، مورخ نظامی بریتانیایی، همچنین مدعی شده است یکی از کارکنان ستاد رومل به او گفته است که پس از موفقیت متفقین در ایجاد سر پل در نرماندی، رومل به گفته بود:
همه چیز تمام شد. برای ما خیلی بهتر خواهد بود که جنگ را همین حالا تمام و به عنوان مستعمره بریتانیا زندگی کنیم تا این که با ادامه چنین تقلای بی‌فایده‌ای نابود شویم.
برخلاف شمال آفریقا، بسیاری فرماندهان لشکرها و سپاه‌ها و عوامل ستادی او در فرانسه افرادی مسن، از نظر سلامتی بیمار و بی‌تجربه بودند. رومل که نمی‌توانستند بر آن‌ها متکی باشد، وقت زیادی را هر روزه در نقاط مختلف خط مقدم صرف می‌کرد. هنگام بازگشت از یکی از این نوع سرکشی‌ها، خودروی حامل رومل روز ۱۷ ژوئیه، در مسیر بین لیوَرو و ویموتیه، مورد حمله دو هواگرد دشمن قرار گرفت. با مجروح شدن راننده خودرو به درون یک گودال سقوط کرد. رومل از خودرو به بیرون پرتاب و به شدت مجروح شد. او را به بیمارستان لوفت‌وافه در برنی منتقل نمودند. رومل متحمل یک شکستگی در قاعده جمجمه و سه شکستگی در نقاط دیگر جمجمه و اصابت چند ترکش به صورتش شده بود. به نقل از همسرش، پزشکش به رومل گفت: «کسی با چنین زخم‌هایی نمی‌تواند زنده بماند.» رومل پاسخ داد: «این نشان می‌دهد چه کله‌شقی شوابنی هستم من!» در این زمان چندین تن دیگر از فرماندهان ارشد آلمانی در فرانسه در اثر حملات جنگنده‌ها و بمباران‌های متفقین کشته و زخمی شده بودند. گودریان خروج رومل از منطقه را «رفتن قوی‌ترین شخصیت از جبهه غربی» توصیف کرده است. فیلدمارشال گونتر فون کلوگه جانشین رومل در فرماندهی گروه ارتش ب شد.

#### توطئه علیه هیتلر و خودکشی
درحالیکه رومل در حالت کما در بیمارستان بود روز ۲۰ ژوئیه ۱۹۴۴ کودتایی علیه هیتلر به وقوع پیوست. آوازه مردمی رومل و اعتبار بالای او، پیش از این کودتاچیان را به جلب حمایت او مایل کرده بود. رومل که هیتلر را مانع اصلی دستیابی به صلح می‌دید، بی‌پرده گفت تنها کاری که باید بکنیم کنار زدن هیتلر است. رومل مخالف ترور هیتلر بود اما ظاهراً اقدام برای عزل و دستگیر کردن او را تأیید نموده بود. گفته می‌شود پس از شکست کودتا و در جریان پاکسازی عوامل آن، سپهبد کارل-هاینریش فون اشتولپ‌ناگل، یکی عوامل اصلی کودتا، در وضعیتی غیر هوشیار، از رومل نام برد و پای او را به ماجرا کشید. علاوه بر این، سرهنگ فون هوفاکر در بازداشت گشتاپو، به شرکت رومل در توطئه اعتراف کرد. یک دادگاه نظامی به‌طور غیابی رومل را محاکمه و محکوم به خیانت کرد.
رومل روز ۲۴ ژوئیه به یک بیمارستان نظامی در لو وزینه در حومه پاریس انتقال یافت. با دیدار فون کلوگه از او در بیمارستان، رومل از اقدام به ترور هیتلر ابراز شگفتی کرد. رومل اوایل ماه اوت از بیمارستان مرخص و دوران نقاهتش را در خانه‌اش هرلینگن ادامه داد. زخم‌های رومل به خوبی التیام یافت اما نیمه چپ صورتش فلج ماند و بینایی یکم چشمش را از دست داد. روز ۷ اکتبر به یک جلسه در برلین دعوت شد اما به بهانه مسائل پزشکی از رفتن اجتناب کرد. از آنجا که رومل از افسران محبوب و معتبر آلمانی بود، محاکمه او به اتهام خیانت می‌توانست به ضرر هیتلر تمام شود. از این رو هیتلر ترجیح می‌داد که او در سکوت خودکشی کند و مرگ او به دلیل بیماری ناشی از جراحات جنگی اعلام شود. سرلشکر ویلهلم بورگدورف و معاونش سرتیپ ارنست مایزل، در مأموریتی محرمانه از طرف فیلدمارشال ویلهلم کایتل، رئیس فرماندهی عالی ورماخت، روز ۱۴ اکتبر با نامه‌ای از جانب کایتل و جعبه‌ای از کپسول سیانید، به خانه رومل رفتند. در این حین نیروهای اس‌اس خانه را در محاصره خود داشتند. رومل به مشارکت در توطئه برای عزل هیتلر اذعان کرد. بورگدورف به او اطلاع داد که او دو گزینه دارد؛ یا محاکمه در دادگاه خلق را بپذیرد یا در قبال تضمین امنیت خانواده‌اش شامل اعطای یک خانه به آن‌ها و یک مراسم خاکسپاری حکومتی با تمامی تشریفات نظامی برای او، تن به خودکشی بدهد. رومل خودکشی را برگزید. او یک کپسول سیانید را بلعید و به زندگی خود خاتمه داد. نیم ساعت بعد بیمارستانی در اولم در یک تماس تلفنی مرگ او در اثر «آمبولی» را گزارش کرد. به شکل رسمی مرگ رومل در اثر صدمات حاصل از حادثه مجروح شدن او، اعلام شد. فیلدمارشال اروین رومل با تشریفات کامل نظامی در یک مراسم حکومتی در هرلینگن به خاک سپرده شد. روز ۷ مارس سال ۱۹۴۵ به همسرش پیشنهاد گردید یک بنای یادبود مجلل بر قبر رومل بنا گردد.

## سبک و شیوه فرماندهی
رومل نیروهایش را همواره به دور از ستاد لشکر و اغلب با وجود تهدید جانی برای خود، مستقیماً از خط مقدم رهبری می‌نمود. او نقش فرمانده و هم جلودار را ایفا می‌کرد. حضور فیزیکی او در میدان نبرد نیروها را ترغیب به تلاش بیشتر می‌ساخت. او در موقعیت درک بهتری از شرایط میافت که موجب صدور فرمان‌های تعیین‌کننده‌ای می‌شد. قابلیت رومل در مواجهه با شرایط متغیر در بسیاری از موارد تأثیر قاطعی بر نتایج می‌گذاشت و او را قادر به مقابله با محیط متخاصم و دشمنِ دارای برتر می‌کرد. رومل در این باره می‌گوید:
همیشه لحظاتی هست که جای فرمانده در عقب در ستادش نیست بلکه در کنار نیروهایش است. مزخرف محض است اگر بگوییم حفظ روحیه افراد تنها وظیفه فرمانده گردان است. هر چه سطح بالاتر باشد اثر این کار بیشتر می‌شود. افراد هیچ گونه ارتباطی با فرمانده‌ای که آن‌ها می‌دانند جایی در قرارگاه نشسته برقرار نمی‌کنند. آنچه آن‌ها می‌خواهند تماس حضوری با آن‌هاست. در لحظات رمیدگی، فرسودگی یا به‌هم‌ریختگی یا هنگامی که چیزی غیر معمول از آن‌ها خواسته می‌شود، این گونه فرمانده معجزه می‌کند؛ مخصوصاً اگر هوش ایجاد گونه‌ای از اسطوره حول خود را داشته باشد.
 به هر صورت در این زمان چنین رویکردی در فرماندهی در میان سایر فرماندهان نیروی زمینی آلمان مخصوصاً افسران جوان‌تر غیر مرسوم نبود؛ رومل محصول فرهنگ و آموزش نظامی آلمانی بود و این روحیه را در حد اعلا به نمایش می‌گذاشت. به هر صورت، حضور در خط مقدم که عادت همواره رومل بود، برای فرماندهان سطح ارتش میدانی به ندرت اتفاق می‌افتاد.
رومل معمولاً تمامی روز را، حتی در گرمای بالای ۴۰ درجه سانتی‌گراد، صرف سرکشی می‌کرد. او کوتاهی در امور توسط زیر دستانش را تحمل نمی‌نمود. رومل فردی بدون پیچیدگی، سخت سر و اهل عمل توصیف شده است که از ستاد و نیروی خود خواسته زیادی مطرح می‌کرد اما هر سختی و خطری را با آن‌ها شریک می‌شد. رومل اصرار داشت او و ستادش از همان جیره‌ای بخورند که به نیروهایش داده می‌شود. به نقل از توماس آندرسون، تاریخ‌دان آلمانی، عده‌ای از کهنه‌سربازان آفریکاکور در مصاحبه با او گفته‌اند حاضر بوده‌اند با رومل به «جهنم» هم بروند. به گفته ستوان یکم هانس فون لوک، فرمانده گردان شناسایی رومل در فرانسه و بعداً در آفریقا، نیروها به رومل ایمان داشتند و می‌دانستند او دستوری نمی‌دهد که بی‌جهت جان آن‌ها را به خطر بیندازد. فریدریش ویلهلم فون ملنتین که برای ۱۵ ماه افسر اطلاعات ستاد رومل در آفریقا بود، در این باره می‌نویسد: «رومل مرد آسانی برای خدمت نبود؛ همان اندازه که به خود رحم نمی‌کرد به اطرافیان خود هم رحم نمی‌کرد. اعصابی آهنین لازم بود تا با او کار کرد.» رومل انتظار داشت رئیس ستادش به عنوان مشاور اصلی او، او را هنگام حضور در خط مقدم همراهی کند؛ این مسئله بر خلاف اصول پذیرفته‌شده ستادی بود که در آن رئیس ستاد نقش جانشین فرمانده در هنگام غیبت او را داشت. رومل در میدان نبرد شجاعت شخصی زیادی از خود نشان می‌داد اما به عنوان فرمانده یک ارتش همواره در دسترس نبود. این مسئله موجب افتادن بار سنگین مسئولیت‌های رئیس ستاد بر دوش افسران جز ستاد، مخصوصاً افسر عملیات‌ها، می‌شد. رومل همواره از هر تصمیمی که این افراد بر اساس تفکر خود می‌گرفتند، پشتیبانی می‌کرد. رومل با نینداختن خود در قید سلسه‌مراتب، به افسران جز پویا فرصت می‌داد تا ارزش‌های خود را به اثبات برسانند. از این رو افراد جوان‌تر، حتی ایتالیایی‌ها، او را «می‌پرستیدند». در یک مورد، در جریان مقابله با عملیات کروسیدر، سرهنگ دوم زیگفریت وستفال، افسر عملیات‌های گروه زرهی آفریقا، یکی از مهم‌ترین فرامین رومل را که به لشکر بیست‌ویکم زرهی دستور داده بود دشمن را به سمت مصر تعقیب کند فسخ کرد و به این لشکر دستور بازگشت به سمت بردیا داد. رومل پس از بازگشت با «بزرگواری» فرمان وستفال را تأیید نمود. فون ملنتین رابطه رومل و نیروهایش را «وصف‌نشدنی» و «هدیه خدایان» دانسته است.
رومل درک کاملی از قابلیت‌های نیروهای زرهی و چگونگی به‌کارگیری آن‌ها در میدان نبرد داشت. او بر سطح بالایی از هماهنگی و همکاری نزدیک بین تانک‌ها، پیاده‌نظام، توپ‌های ضدتانک و بمب‌افکن‌های شیرجه‌ای تأکید می‌کرد. او بر اصل حملات متمرکز با بیشتر نیروهای زرهی و موتوریزه اعتقاد داشت. رومل حضور نیروهای آلمانی در شمال آفریقا را از یک عمل دفاعی کوچک به یک کارزار بزرگ بدل کرد که برای دو سال مسئله اصلی نیروی زمینی امپراتوری بریتانیا بود. لیدل هارت اقدامات رومل را بزرگ‌ترین بحرانی که بریتانیا در خاورمیانه در طول جنگ گرفتار آن شد توصیف می‌کند. ویژگی برجسته موفقیت‌های رومل کسب آن‌ها در شرایط برتری عددی دشمن و بدون سلطه بر آسمان بود. هیچ ژنرال دیگری از دو طرف، جز غلبه اولیه بریتانیایی‌ها بر ایتالیایی‌ها، تحت چنین شرایطی پیروزی حاصل نکرد. رومل سنت نظامی آلمانی را که معتقد بود نیرویی از نظر عددی ضعیف‌تر می‌تواند نقطه ضعف خود را با «غافلگیری، مدیریت ماهرانه، رهبری هماهنگ و منعطف، آگاهی اطلاعاتی خوب و تجهیزات برتر» جبران کند، اجرا می‌کرد. بر این مبنا تهاجم ماهرانه چشم‌انداز موفقیت بیشتری نسبت به یک دفاع ثابت که نیاز بیشتری به نیروی انسانی داشت، تلفات بیشتری به بار می‌آورد و ابتکار عمل را تسلیم دشمن می‌ساخت، ارائه می‌نمود. قانون رومل این بود که «حمله کن تا مورد حمله قرار نگیری». به هر صورت وابستگی رومل به رزم تهاجمی او را گرفتار شرایطی ساخت که او را وادار می‌کرد همواره در حالت حمله باشد. مسئله رومل این بود که کوچک‌ترین لغزشی از طرف او در مقابل دشمن دارای برتری، منجر به شکست می‌شد؛ درحالیکه ژنرال‌های دیگر می‌توانستند با مزیت شمار قوا و امکانات خود آن را بپوشانند. به هر صورت، ناتوانی بریتانیایی‌ها در عمل به رزم تسلیحات ترکیبی در سطحی متمرکز و پایا، به رومل مزیت کافی را می‌بخشید تا بر ضعف عددی و بعدها کیفی، خود فائق آید. دیوید زابکی، نظامی و تاریخ‌دان آمریکایی، بر پایه توصیه فون توما به هیتلر، معتقد است اگر رومل از همان ابتدا چهار لشکر در اختیار داشت «در هر احتمالی» می‌توانست به کانال سوئز برسد و پیروزی او می‌توانست تأثیر بزرگی بر کل جریان جنگ بگذارد.
رومل فرصت اندکی به نیروهایش برای استراحت و برای خودروهایش جهت تعمیر و نگهداری می‌داد. او با کم‌توجهی به مشکلات تدارکاتی، تمامی تمرکز خود را بر اهداف رزمی قرار می‌داد. شهرت رومل تا حدود زیادی به جهت میل او به تهاجم بدون توجه به شرایط، بود. شیوه پیشروی سریع و متهورانه رومل خطوط تدارکاتی طولانی و ناپایداری در دل صحرای آفریقا پدیدمی‌آورد که موجب توقف تهاجم می‌گردید. به هر صورت این رویه رومل نمایشگر ذات ساختاری تفکر عملیاتی آلمانی در بی‌اعتنایی به تدارکات بود. استقلال‌طلبی و بی‌توجهی مکرر رومل به فرامین بالا دستی گاهی موجب شناسایی و استفاده از فرصت‌ها علیه دشمن می‌شد اما برخی اوقات حاصل آن تنها «قمارهای ناموفق» بود. این درحالی بود که افسران آلمانی آموزش می‌دیدند شرایط را ارزیابی کنند و سریعاً واکنش نشان دهند اما «قمار» نکنند. به هر صورت رومل در شرایطی که سیر حوادث رو به شکست می‌رود، «قمار» را جایز می‌شمرد. رومل نقش دیگران در میدان نبرد را به سختی به رسمیت می‌شناخت و شکست‌های خود را به گردن بی‌کفایتی آن‌ها می‌انداخت. رومل تا حدودی بی‌انضباط بود و اغلب هر کاری که میلش می‌کشید انجام می‌داد. این روحیه موجب درگیری او با کسلرینگ، فرماندهی عالی ایتالیا و بعداً هیتلر می‌شد. هالدر در یادداشت‌های خود در مورد رومل می‌نویسد «این سرباز به شدت دیوانه شده است» و گلایه از این می‌کند که او حتی از اقدامات خود به فرماندهی عالی گزارش کاملی نمی‌دهد. ناتوانی رومل در همکاری روان با متحدان ایتالیایی برای او مشکل‌آفرین و موجب اصطکاک با آن‌ها می‌گشت. رومل تلاش اندکی برای پایبندی به دستورالعمل‌های فرماندهی عالی ایتالیا نشان می‌داد. رومل که در جنگ جهانی اول با ایتالیایی‌ها جنگیده بود، گونه‌ای نگاه تحقیرآمیز به آن‌ها داشت؛ به وجهی که شیوه استفاده او از سربازان ایتالیایی را به عنوان «گوشت دم توپ» دانسته‌اند. رومل لشکرهای ایتالیایی را دست کم می‌گرفت.
به هر صورت رومل یک استراتژیست نبود و به شکل لجوجانه‌ای فرامین و سلسله‌مراتب فرماندهی را نادیده می‌گرفت. او از همکاری با سایرین سر باز می‌زد و بر هشدارهای آن‌ها چشم می‌پوشید. اجتناب رومل از قرار گرفتن در قالب طرح کلی‌تر جنگ موجب خنثی شدن توانایی او به عنوان یک فرمانده محلی می‌شد. برای رومل سخت بود که خودش را در چارچوب برنامه‌های فرد دیگری قرار دهد. او که تقریباً هیچگاه در مناصب ستادی قرار نگرفته بود، بی‌اعتمادی غریزی به این چنین مسائل به عقیده او «مزخرف» که موجب «پیچیدگی وحشتناک» می‌شد، نشان می‌داد. به هر صورت شاید همین ویژگی‌ها بود که سبب انتخاب او به عنوان فرمانده نیروهای آلمانی در شمال آفریقا، به عنوان جبهه‌ای دور افتاده و منزوی، شد. یک فرمانده محتاط‌تر که سعی در همکاری با دیگران و برنامه‌ریزی دقیق داشت، شاید می‌توانست مقداری پیروزی کسب کند اما احتمالاً قادر به موفقیت‌های چشمگیری که رومل به آن رسید، نمی‌شد.
رومل به عنوان فرمانده یک لشکر، سپاه یا ارتش، در میدان نبرد بیش از حد وارد جزئیات می‌شد و مکرراً در امور زیردستان خود دخالت می‌کرد. او نه تنها سعی می‌کرد هر کاری را خود انجام دهد بلکه سعی می‌کرد همه جا باشد. در سخن گرهارت گروس، نظامی و تاریخ‌دان آلمانی، رومل لشکر یا یگان‌های بزرگ‌تر خود را مانند یک گروهان یا گردان فرماندهی می‌کرد. با وجود اشتیاق او به عمل به مفهوم «ماموریت‌های تاکتیکی» در محول کردن جرئیات عملیاتی به ابتکار فرماندهان پایین‌رده، رومل آنچنان کنترل سختگیرانه‌ای بر فرماندهان و یگان‌های زیر دست خود اعمال می‌کرد که در عمل هر گونه استقلال رای را از آن‌ها دریغ می‌نمود. از این رو تأکید ویژه‌ای بر ارتباطات رادیویی داشت تا از تسلط بر یگانش مطمئن شود. این سبک فرماندهی همواره جواب نمی‌داد اما موجب تشدید اسطوره حول او می‌شد.
در یک «جنگ تمام‌عیار مرگبار و وحشتناک»، رومل به جهت گونه رفتار با اسرا ستوده شده است. به هر صورت در جغرافیایی با پهنه‌ای عموماً خالی از غیر نظامیان نیروهای رومل چندان درگیر مسائل اخلاقی اداره اراضی اشغالی یا سرکوب فعالیت‌های پارتیزانی در پشت خط مقدم، نبودند.

## اسطوره رومل
به سبب صعود پر سرعت رومل در مدارج نظامی و پدیداری چهره‌ای عمومی از او، دستگاه تبلیغاتی رایش سوم به سردمداری یوزف گوبلس، رومل را به یک «قهرمان ملی» بدل کرد. به نقل از لیدل هارت، از سال ۱۹۴۱ نام تمامی ژنرال‌های دیگر آلمانی زیر سایه نام رومل قرار گرفت. دستگاه تبلیغات آلمان در این زمینه به اندازه‌ای پیش رفت که پس از شکست رومل در العلمین و آغاز عقب‌نشینی نهایی آن، این حرکت را «پیشروی به سمت غرب» نامید. به عقیده لیدل هارت بازگشت رومل از آفریقا پیش از شکست نهایی نیروهای ورماخت در آن، به منظور حفظ حیثیت خلق شده برای او بود. آوازه رومل به عنوان یک ژنرال با استعدادهای درخشان، حتی پس از گذشت زمان طولانی، تا حد زیادی دست نخورده باقی مانده است؛ درحالیکه شهرت دیگر ژنرال‌های توانمند آلمانی در برابر انبوهی از مطالب تجدیدنظرطلبانه خدشه‌دار گشته است.
در اسطوره‌سازی عمومی، رومل گذر نیروهای آلمانی از رود موز را رهبری کرد، به خط ماژینو حمله برد و فرانسوی‌ها را شکست داد. در عمل چیز چندانی از این اسطوره‌ها حقیقت ندارد. به هر صورت در حقیقت سرهنگ دوم هرمان بالک، فرمانده هنگ ۱ پیاده‌نظام موتوریزه از لشکر یکم زرهی، رهبری گذر از موز در سدان و برقراری گذرگاه بر آن را بر عهده داشت. شخص رومل در ایجاد چنین تصویری از خودش بی‌تأثیر نبود. او چنین گزارش‌هایی که از یگانش مخابره می‌شد را تکذیب نمی‌کرد. از این رو، کارل-هاینتس فریزر، نظامی و تاریخ‌دان آلمانی، رومل را «استاد خودبزرگ‌سازی» می‌خواند. این «توجه‌طلبی» در نزد بسیاری از ژنرال‌ها «غیرحرفه‌ای و آزاردهنده» احساس می‌شد. در یک مورد ارتشبد گودریان در نامه‌ای شخصی از جبهه مسکو به همسرش می‌نویسد: «به هیچ وجه اجازه نخواهم داد پروپاگاندا مرا شبیه رومل کند و از تو هم می‌خواهم از آن جلوگیری کنی.» در حقیقت همین اسطوره‌سازی‌ها بود که باعث شد هیتلر با این عقیده که «یک مرد بزرگ به تنهایی می‌تواند هر مشکلی را بر طرف سازد»، رومل را با میزان اندکی نیرو راهی شمال آفریقا کند. موفقیت اولیه رومل در کسب پیروزی با حداقل نیرو در نهایت برای او گران تمام شد چرا که فرماندهی عالی تصور می‌کرد او خواهد توانست با این حداقل‌ها شرایط را مدیریت کند. رومل خود در این باره می‌گوید: «گاهی داشتن شهرت نظامی یک بدبختی است. شخص خودش از محدودیت‌هایش با خبر است اما دیگران انتظار معجزه‌ها دارند.» بر مبنای استانداردهای بلند مدت شیوه جنگ ورماخت، همان دستاوردهای اولیه رومل نیز به دشواری منطبق با «پیروزی‌های فاتحانه» در نزد تاریخ‌دانی عمومی است. در این مرحله، رومل هیچگاه نتوانست همانند نبردهای جبهه‌های غربی و شرقی، پشت خط مقدم دشمن در عمق اراضی آن نفوذ و همانند آن‌ها، «نبردهای محاصره‌ای» ایجاد کند. رومل نتوانست منابع حیاتی دشمن را به خطر بیندازد تا آن‌ها مجبور شوند میزان زیادی نیرو به مقابله با او بفرستند. در نتیجه هیچ «پیروزی نابودکننده‌ای» توسط او حاصل نشد. رومل اراضی بایر وسیعی را پشت سر گذاشت اما نتوانست چیزی را منهدم کند. در حقیقت آنچه رومل به دست آورد یک پیروزی «نیم‌پَز» بود که در نهایت به یک بن‌بست و ضد حمله موفق بریتانیایی‌ها منجر شد. این‌ها اساساً در نتیجه آغاز نابهنگام تهاجم توسط رومل با وجود مخالفت فرماندهی عالی بود.

آوازه رومل اساساً از تحسین او توسط دشمنانش، غالباً بریتانیایی‌ها، پدید آمده است؛ چرا که به عقیده جان موزیر، تاریخ‌دان آمریکایی، با توجه به دشواری‌هایی که رومل برای آن‌ها در شمال آفریقا پدیدآورد، بریتانیایی‌ها تصور می‌کردند تنها یک «رهبر نظامی نابغه» می‌تواند آن‌ها را در میدان نبرد شکست دهد. پیش از همه این چرچیل بود که برای پوشاندن شکست‌های خود و نیروی زمینی بریتانیا در شمال آفریقا، چهره‌ای از رومل به عنوان یک فرمانده خارق‌العاده پدیدآورد. بدین شکل سربازان متفقین لقب «روباه صحرا» را بر رومل نهادند. این اسطوره اثر نامطلوبی بر روحیه نیروهای متفقین در برابر رومل گذاشت. اسطوره رومل به اندازه‌ای در بین نیروهای متفقین بالا گرفت که فرماندهان آن‌ها از جمله آوچینلک به شکل فعالانه‌ای به شکستن هیمنه این «سوپرمن با توانی فرا طبیعی» پرداختند. این در حالی است که در صدها صفحه خاطره‌نویسی‌هایی که از رومل باقی مانده است حتی یک بار هم به نام اشاره‌ای به هیچ‌یک از حریفانش نکرده است. به هر صورت خود رومل در این باره می‌گوید:
پیروزی در نبرد همیشه نتیجه برنامه‌ریزی فاتح نیست. این تنها شایستگی‌های فاتح نیست که تعیین‌گر است؛ بلکه اشتباهات مغلوب نیز هست. این قاعده قابل تامیم به جبهه آفریقای جنگ است. این اشتباهات بریتانیایی‌ها، در بسیاری موارد مربوط به پیش از جنگ، بود که پیروزی‌های ما را ممکن ساخت.
 این سخن یکی از مهم‌ترین تصدیق‌ها به یکی از عواملی بود که منجر به حصول برخی از معروف‌ترین موفقیت‌های میدان نبرد توسط او است. قابلیت فرماندهان بریتانیایی در هدایت پیاده‌نظام، نیروهای زرهی و ادوات ضد تانک در سطحی پایین‌تر از توانایی فرماندهان آلمانی بود.
پس از شکست در شمال آفریقا و شمال فرانسه و متعاقباً سقوط رایش سوم، اسطوره رومل برای مدتی در سایه قرار گرفت اما چند سال بعد مجدداً، غالباً به جهت موضوعات پیرامون مرگ او، سر برآورد. در ورماختی که متهم به تجاوزگری و صورت دادن جنایت جنگی بود، رومل به عنوان کسی که در درگیری‌های ایدئولوژیک، مخصوصاً در جبهه شرقی، دخالتی نداشت و در نهایت در صف مخالفان هیتلر قرار گرفت و در همین بستر جان باخت، مورد مناسبی برای اسطوره‌سازی در آلمان و خارج از آن بود. در آلمان غربیِ پس از جنگ که نام سایرین پایمال می‌شد، سعی در خدشه‌زدایی از نام رومل بود. یک کشتی جنگی در نیروی دریایی، پادگان‌های نظامی در چندین شهر و خیابان‌های مختلف مسما به این نام شدند؛ چیزی که برای یک ژنرال آلمانی جنگ جهانی دوم کاملاً منحصر به فرد است.

## انتقادات و مخالفت‌ها
رومل در موارد متعددی توسط خود آلمانی‌ها، از فریدریش پائولوس و یولیوس اشترایشر گرفته تا فون روندشتت، مورد انتقاد قرار گرفته و شایستگی او به صراحت زیر سؤال رفته است. بیشتر این انتقادات از حوادث طبرق در سال ۱۹۴۱ نشات می‌گیرد. فون روندشتت پس از جنگ در صحبت با لیدل هارت گفت: «او مرد شجاعی و فرمانده‌ای بسیار توانمند در عملیات‌های کوچک بود اما در حقیقت صلاحیت فرماندهی عالی را نداشت.» فون روندشتت اقدامات رومل برای دفاع در مقابل تهاجم متفقین در فرانسه را «فریب‌دهنده» و استحکاماتی که ایجاد کرد را «بلا استفاده» دانست. پائولوس رومل را «احمق شوابنی» توصیف کرده است. بسیاری از هم‌عصرانش رومل را «ماجراجو» و ارتقا یافته به جایگاهی بالاتر از سطح طبیعی او به عنوان فرمانده یک سپاه، خوانده‌اند. آن‌ها رومل را، در قیاس با جبهه شرقی، حائز هیچ تجربه جنگی نمی‌دیدند. تعدادی از ژنرال‌های نیروی زمینی آلمان انتصاب رومل به مدارج بالا را مرهون ارتباطات سیاسی او، به خصوص از زمان فرماندهی او بر یگان محافظان پیشوا، عنوان کرده‌اند. بنا بر این دلایل و با توجه به گذرانده نشدن دوره ستاد کل توسط رومل، ارتشبد هالدر هیچگاه با انتصاب او به فرماندهی نیروهای آلمان در آفریقا موافق نبود و حتی تلاش کرد او را از این مقام خلع کند. هالدر معترض این مسئله بود که رومل آلمان را درگیر کارزاری فرا تر منابع آن کرده است. با این عده‌ای این‌گونه انتقادات و حملات به رومل را ناشی از «حسادت» به او دانسته‌اند.
به هر صورت این پشتیبانی هیتلر بود که رومل را در جایگاهش حفظ می‌کرد. تمایل قابل توجه پیشوا به ریسک کردن، شیفتگی او به فن‌آوری‌های نوین نظامی و علاقه او به افسران میدانی جسور مانند رومل، امکان بروز حداکثری توان بالقوه آن‌ها را فراهم می‌آورد. با این حال هیتلر نیز در حالی که همچنان او را دارای قابلیت‌های زیادی می‌دید، در نهایت به منتقد «بدبینی مطلق» رومل در ارتباط با آینده در مواجهه با «کوچک‌ترین مشکلات» بدل شد و از سپردن برخی جایگاه‌ها و اختیارات به او اجتناب می‌کرد.

## مدارج نظامی

### ترفیع درجه‌ها
- ۱ ژانویه ۱۹۱۲: ستوان دوم
- ۱۸ سپتامبر ۱۹۱۵: ستوان یکم
- ۱۸ اکتبر ۱۹۱۸: سروان
- ۱ آوریل ۱۹۳۲: سرگرد
- ۱ ژانویه ۱۹۳۵: سرهنگ دوم
- ۱ اکتبر ۱۹۳۷: سرهنگ
- ۱ اوت ۱۹۳۹: سرتیپ
- ۱ ژانویه ۱۹۴۱: سرلشکر
- ژوئیه ۱۹۴۱: سپهبد (ژنرال نیروهای زرهی)
- ۱ فوریه ۱۹۴۲: ارتشبد
- ۲۲ ژوئن ۱۹۴۲: فیلدمارشال

### نشان‌ها
- صلیب آهنین:

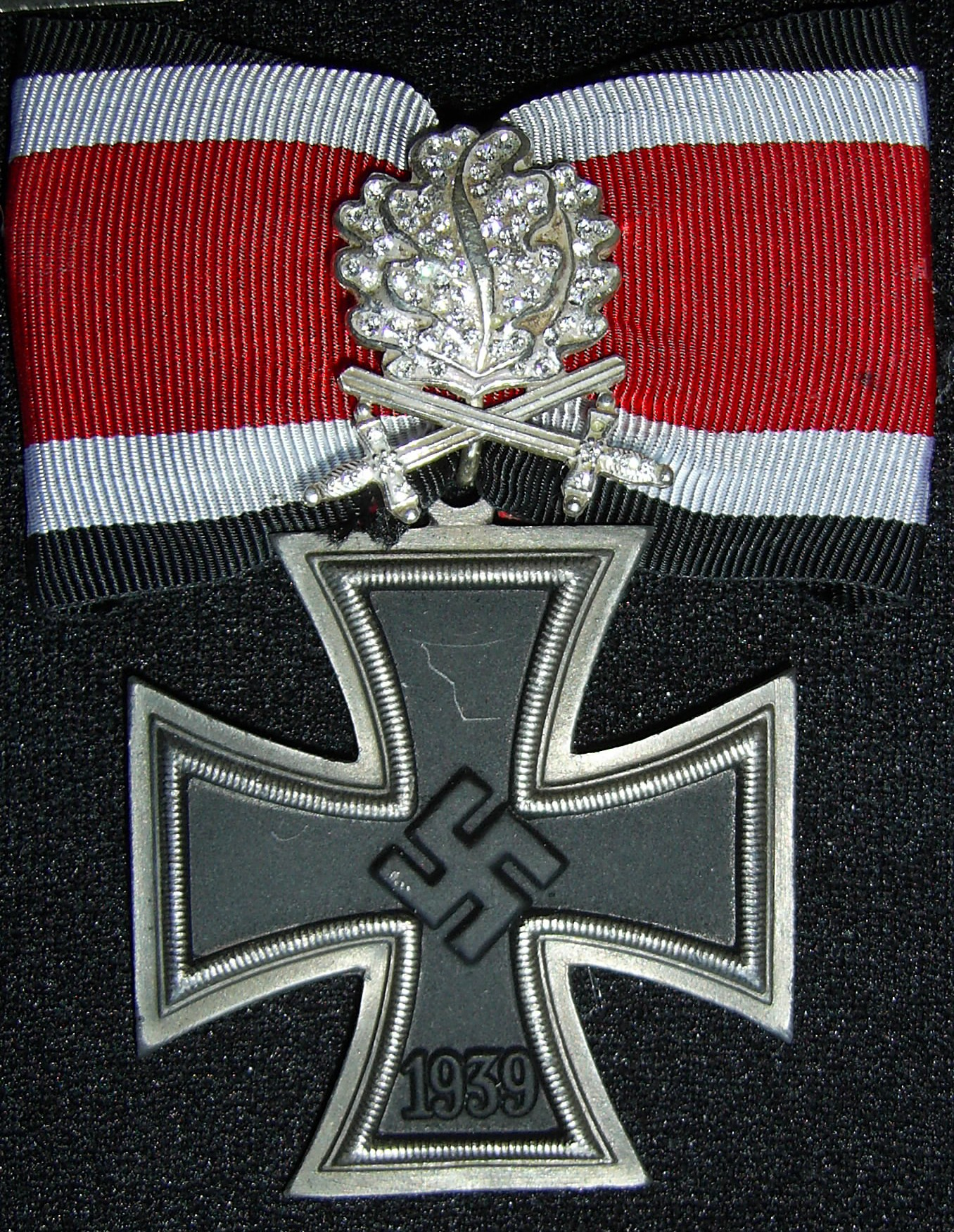
نشان صلیب شوالیه صلیب آهنین با برگ‌های بلوط، شمشیرها و الماس‌ها

  - درجه ۲: ستوان دوم - ۳۰ سپتامبر ۱۹۱۴
  - درجه ۱: ستوان دوم - ۲۲ مارس ۱۹۱۵
- نشان طلایی شایستگی نظامی وورتمبرگ: ستوان دوم: ۲۵ فوریه ۱۹۱۵
- صلیب شوالیه نشان شایستگی نظامی وورتمبرگ: ستوان دوم: ۸ آوریل ۱۹۱۵
- پور لو مریت: ستوان یکم - ۱۸ دسامبر ۱۹۱۷
- نشان شایستگی نظامی درجه ۴ و ۲ بایرن
- صلیب شایستگی نظامی درجه ۳ اتریش-مجارستان
- صلیب افتخار رزم در خط مقدم
- نشان نقره‌ای ۱۹۱۸ زخم
- شوالیه نشان فریدریش درجه ۱
- گیره ۱۹۳۹ صلیب آهنین:
  - درجه ۲: سرتیپ - ۱۷ مه ۱۹۴۰
  - درجه ۱: سرتیپ ۲۱ مه ۱۹۴۰
- صلیب شوالیه صلیب آهنین: چهل و سومین فرد - سرتیپ - فرمانده لشکر هفتم زرهی: ۲۷ مه ۱۹۴۰
  - برگ‌های بلوط: دهمین فرد - سرلشکر - فرمانده لشکر هفتم زرهی: ۲۰ مارس ۱۹۴۱
  - شمشیرها: ششمین فرد - سپهبد - فرمانده گروه زرهی آفریقا: ۲۰ ژانویه ۱۹۴۲
  - الماس‌ها: ششمین فرد - فیلدمارشال - فرمانده گروه ارتش آفریقا: ۱۱ مارس ۱۹۴۳
- نشان نقره‌ای شجاعت نظامی ایتالیا: سرلشکر - فرمانده آفریکاکور: ۲۲ آوریل ۱۹۴۱
- نشان نقره‌ای شجاعت صلیب سرخ ایتالیا: سپهبد: ۱۵ ژانویه ۱۹۴۲
- افسر ارشد نشان نظامی ساووی: سپهبد: ۱۵ ژانویه ۱۹۴۲
- شوالیه صلیب کبیر نشان استعماری ستاره ایتالیا: سپهبد: ۲۴ آوریل ۱۹۴۲
- نشان میهای دلیر رومانی:
  - درجه ۳ و ۲: فیلدمارشال: ۱۲ ژوئیه ۱۹۴۴
  - نشان طلایی ۱۹۳۹ زخم: فیلدمارشال: ۷ اوت ۱۹۴۴
  - نشان دیده‌بان/خلبان با الماس‌ها
  - نشان تهاجم زرهی
- دو مرتبه نام برده شدن در اعلامیه مطبوعاتی ورماخت‌بریشت که گونه‌ای جایزه نظامی به حساب می‌آمد:
  - ۲۱ ژوئن ۱۹۴۲–۱۰ سپتامبر ۱۹۴۳[۳۲۴]

## تالیفات
- حملات پیاده‌نظام (Infanterie greift): کتابی آموزشی دربارهٔ تاکتیک‌های استاندارد پیاده‌نظام بر مبنای تجربیات رومل از جنگ جهانی اول، منتشر شده در سال ۱۹۳۷. حدود ۴۰۰ هزار نسخه از این کتاب تا سال ۱۹۴۵ به فروش رفت.[۳۲۵]

## زندگی شخصی
پدرش، هم‌نام خودش، اروین رومل و مادرش هلن تولس، هر دو پروتستان بودند. مادر او اشراف‌زاده به حساب می‌آمد. رومل به عنوان یکی از پنج فرزند خانواده، کودکی ریز جثه و ساکت بود. در دوران مدرسه نمرات متوسطی می‌گرفت. بیش از آن که سخن‌ور باشد به گوش دادن علاقه داشت. اطلاعات چندانی از دوران کودکی او در دست نیست اما رومل در نوشته‌هایش ذکر کرده است که این دوران را با خوشحالی گذرانده است. رومل علاقه زیادی به چندین فعالیت ورزشی هم٬چون اسکی، اسکیت، دوچرخه سواری و تنیس، داشت. سال ۱۹۰۷ هنگام پریدن از روی یک چشمه، مچ پای راستش شکست اما بعدها اثری از آن باقی نماند.
رومل پس از فارغ‌التحصیلی از دانشکده جنگ در دانتسیش، اواخر سال ۱۹۱۱ با لوسیا ماریا مولین هفده ساله آشنا شد. لوسیا با تباری ایتالیایی-لهستانی، برای یادگیری زبان به دانتسیش آمده بود و پنج زبان ایتالیایی، فرانسوی، اسپانیایی، انگلیسی و لهستانی را فرا گرفت. لوسیا از یک خانواده پایبند کاتولیک بود. پدر او نیز آموزگار مدرسه بود. پدر رومل ماه دسامبر سال ۱۹۱۳ درگذشت. به شکل سنتی افسران جز آلمانی حق ازدواج پیش از سن ۲۵ سالگی را نداشتند. بدین جهت، رومل و لوسیا روز ۱۷ نوامبر سال ۱۹۱۶ با یکدیگر ازدواج کردند. مانفرد، پسر آن‌ها روز ۲۴ دسامبر سال ۱۹۱۸ زاده شد. لوسیا در این هنگام به عنوان پرستار در صلیب سرخ فعالیت می‌کرد. عشق رومل به همسرش به گونه‌ای بود که هنگام جدایی تقریباً هر روز برای او نامه می‌نوشت. یک افسر آمریکایی پس از جنگ در مصاحبه با لوسیا، با اشاره به «دانش شگفت‌انگیز» او در ارتباط با مسائل نظامی، همسر رومل را یک «بانوی ژنرال» توصیف می‌کند. به نقل از همسرش، رومل به شدت کار می‌کرد و «دلیل دیگری جز کارش برای زندگی نداشت.» او در طول جنگ هیچگاه به کنسرت یا هر نوع تفریح دیگری نرفت. علاوه بر این، رومل اهل مشروب و سیگار نبود.
پاییز سال ۱۹۴۳ در جریان بمباران گسترده آلمان توسط متفقین، رومل با نگرانی از نزدیکی خانه‌اش در وینر نویشتات در حومه وین به یک کارخانه تولید هواگردهای مسرشمیت، اقامتگاه خود را به روستای هرلینگن در غرب اولم منتقل نمود.

## در رسانه
- فیلم پنج گور تا قاهره در سال ۱۹۴۳ ساخته بیلی وایلدر در ارتباط با کارزار شمال آفریقا با بازی اریش فون اشتروهایم در نقش رومل؛ رومل تنها ژنرال آلمانی است که در طول جنگ به عنوان یکی از شخصیت‌های اصلی در یک فیلم بلند به تصویر کشیده شده است.[۳۱۵]
- فیلم روباه صحرا: داستان رومل ساخته هنری هاتاوی در سال ۱۹۵۱ بر اساس زندگی‌نامه رومل نوشته دزموند یانگ با بازی جیمز میسون در نقش رومل[۳۳۴]
- فیلم موش‌های صحرا ساخته رابرت وایز در سال ۱۹۵۳ در ارتباط با محاصره طبرق با بازی جیمز میسون در نقش رومل
- فیلم طولانی‌ترین روز ساخته داریل زانوک در سال ۱۹۶۲ در ارتباط با پیاده‌سازی در نرماندی با بازی ورنر هینتس در نقش رومل
- فیلم والکیری ساخته برایان سینگر در سال ۲۰۰۸ در ارتباط با کودتای نافرجام ۲۰ ژوٸیه، هیچ اشاره‌ای به رومل نکرده است.